# 十禅師
十禅師（十禪師、じゅうぜんじ）、十禅師神、十禅師権現は比叡山の東麓に鎮座する天台宗比叡山延暦寺の鎮守神、権現であり、日吉社の神、日吉山王七社権現の一つであった。若僧形または童子形の神とされ、霊験あらたかな神として中世日本で特に恐れられ信仰を集めた。明治維新の神仏分離の際に排除されており、近現代の日吉社（現日吉大社）では祀られておらず、その痕跡もほぼ見られない。

## 概要

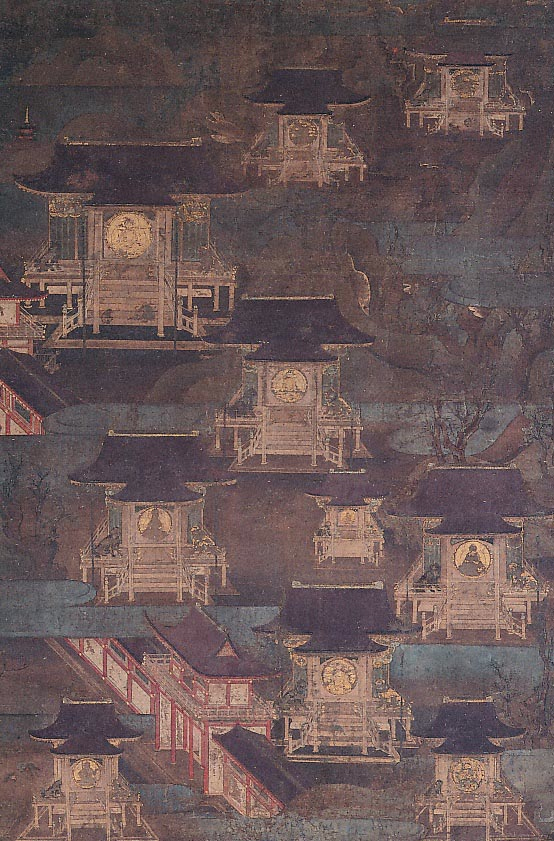
絹本著色日吉山王宮曼荼羅図（1185年-1333年頃）。八王子山の山頂からの日吉社の風景に、十禅師含めた山王上七社と中七社のうち三社の社殿を配置した宮曼荼羅。各社殿には、その社の神の本地仏を円相の中に描いている。

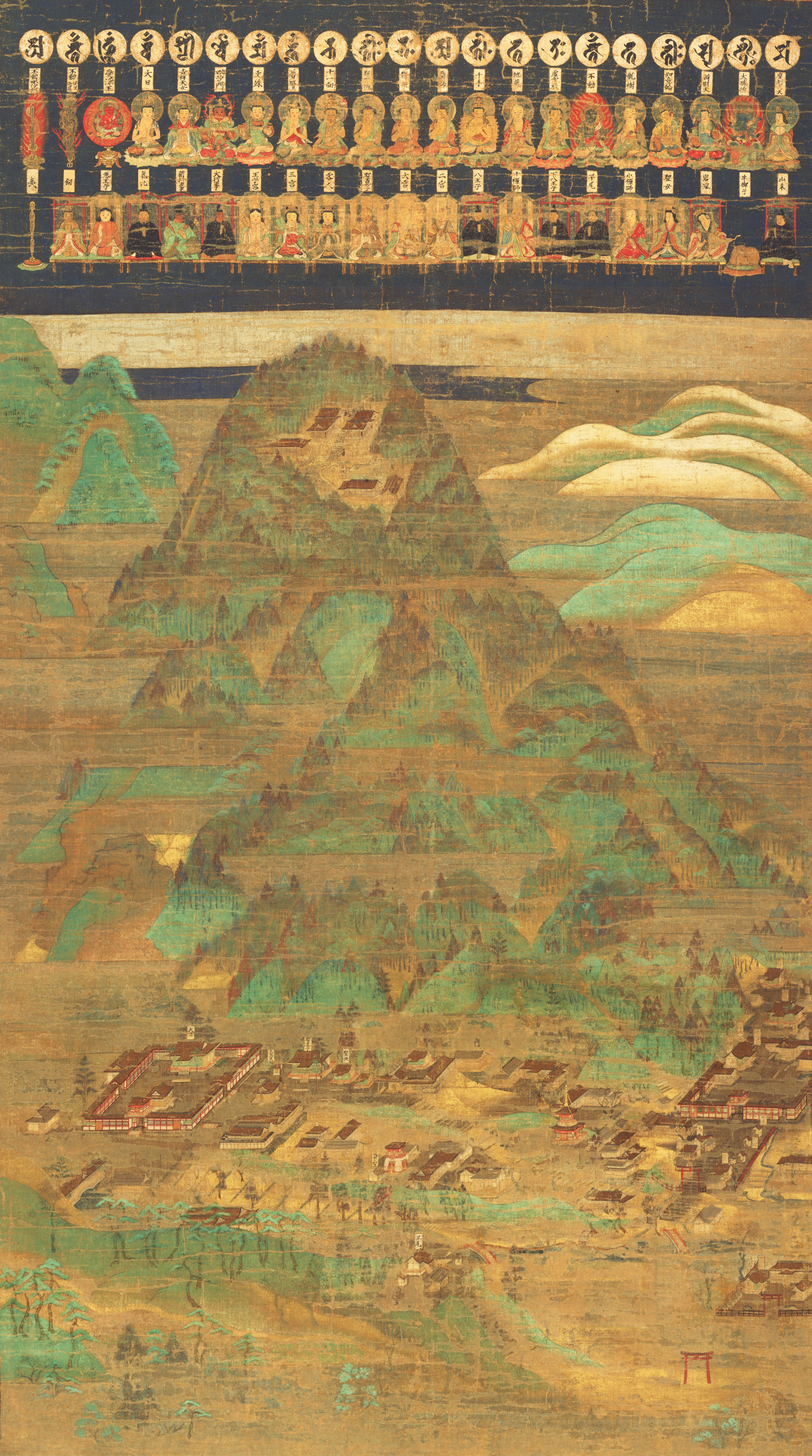
絹本著色日吉山王宮曼荼羅図（1334年-1392年頃）。山王社の景観を俯瞰的に描く礼拝画。山麓右が東の山王。楼門をくぐって左が十禅師、正面が二宮

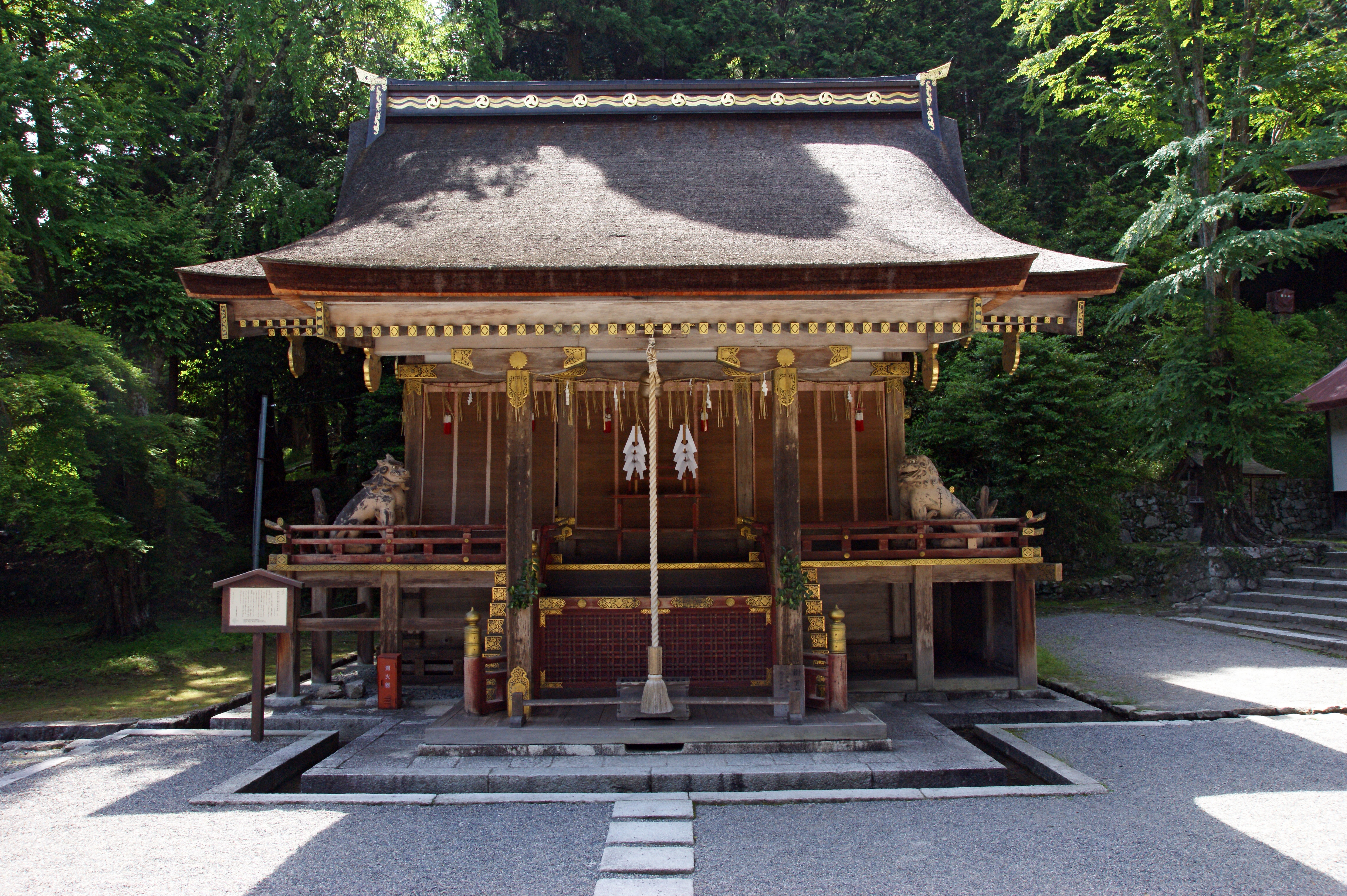
十禅師社（現樹下宮）本殿。周囲に水路が巡らされている。

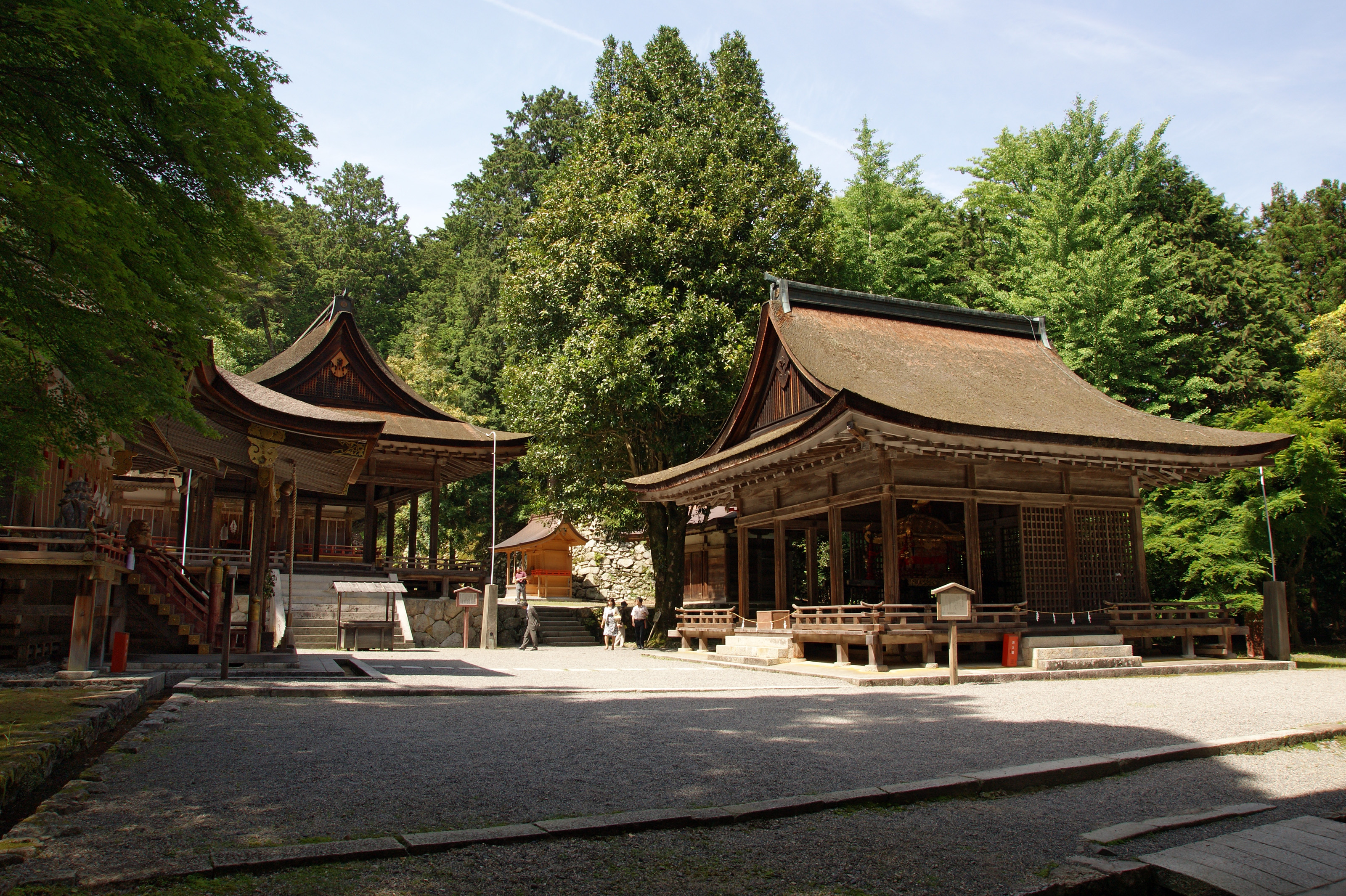
右：十禅師社（現樹下宮）拝殿、左：十禅師社本殿一部。左奥：二宮（現東本宮）拝殿。十禅師社と二宮の参道は直交しており、二宮拝殿の奥に二宮本殿がある。

十禅師の創始の年代ははっきりしないが、王子神・御子神として自然発生的に祀られた地主神であり、在地信仰の神である。佐藤眞人の研究によると、十禅師社の史料上の初見は『僧西念願文』の「奉誦大般若経目錄」で、この記述から保延6年（1140年）にはすでに祀られていたことが分かる。また、実在の天台僧が登場する霊験譚が事実を踏まえたものと考えるなら、寛弘4年（1008年）頃には十禅師信仰が既にあったと推定される。

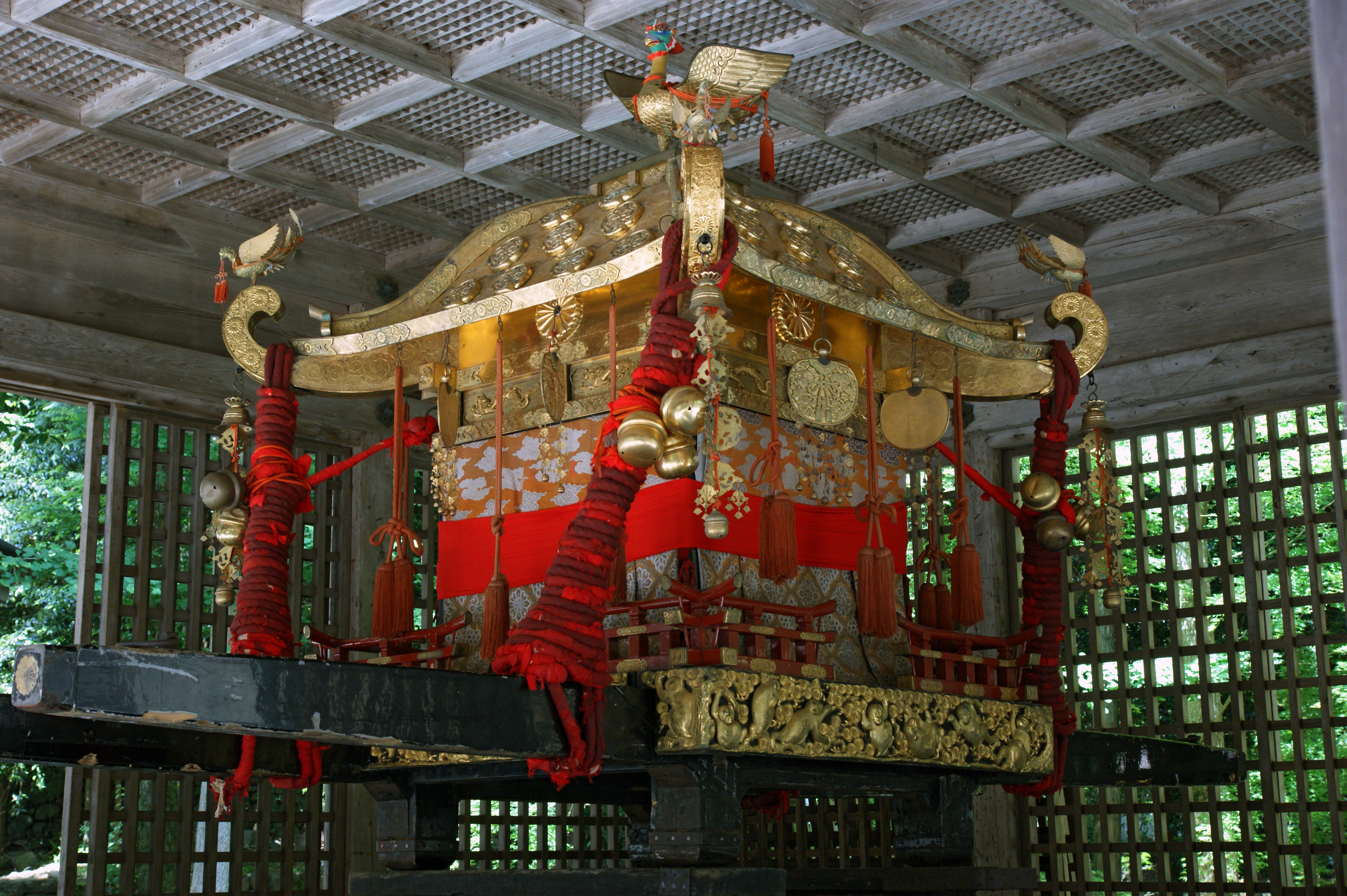
十禅師社（現樹下宮）拝殿の神輿

十禅師社が、頂上に巨大な磐座があり山麓に古墳も点在する神体山の八王子山を背にする点などから、その信仰は地主神の系列でも特に古い起源を持つもので、日吉社の原初的信仰の系譜を引くと指摘されており、重要性を示す要素が様々に見られる。十禅師社の社殿は霊泉（井戸）の上に建てられているが、この霊泉についての記録はなく由緒は不明である。祭神にも由来にも諸説あり、それに基づく本地仏や垂迩神の姿も単一ではなく、謎の多い神社である。十禅師という名前の由来も中世にははっきりとわからなくなっていた。十禅師信仰は、天台宗の僧慈円（1155年 - 1225年）が元仁元年（1224年）に新礼拝講を創始したことで確立され、平安末期から盛んになり、鎌倉初期にかけて隆盛した。霊験あらたかな神として当時特に恐れられ、多くの霊験譚が残されている。
十禅師は、日吉山王七社権現の一つである。中世の近江の日吉社（山王）では、「山王三聖」と尊称される大宮・二宮・聖真子を中核とする七社を上七社と呼ぶ山王七社の体制が11世紀以降の百年ほどの間で成立し、これに中七社・下七社と呼ばれる摂社群を加えた体系が形成された。七社が揃ったのは十二世紀初頭と言われる。「山王神」は、個別の神を呼ぶ場合は七社の大宮を指すが、広くは概ね七社を指す。
十禅師の社名は、内供奉十禅師であった僧が神託を受けて十禅師宮を創始したことに由来するとされ、また、十禅師は元々、豊かな霊能を持ち山王神と言葉を交わすことができた僧であり、死後に荒人神となったものとも伝えられ、僧侶との関わりが深い。十禅師は、姿態としては若僧形または童子形をとり、若々しい男性、あるいは少年として描かれた。
十禅師は、日本神話において最初に出現した国常立尊（日本神話の根源的神）から数えて十代目の神で天照大神の孫（天孫）の瓊瓊杵尊を権現と見ていう称ともされ、また藤原氏の祖神で奈良の春日大社の天児屋根神、京都の賀茂神とする説もあり、資料によって多岐に渡る上に、日吉社の重要史料と考えられていた『日吉社禰宜口伝抄』が明治初期の偽造史料だったことが近年明確になり、情報が錯綜している。二宮（小比叡）が国常立尊と、八王子が天照大神の八人の王子と、十禅師が瓊瓊杵尊と一体化・同一視されることで、日吉の神は天地開闢神話と結びつけられ、伊勢神道とも結びついた。
名波弘彰は、十禅師には、樹下で神託を下す御子神と、呪言神的性格をもつ僧形神という2つの神格が並存していたと述べている。日吉社は霊験あらたかな神々として貴賤広く信仰され、十禅師の霊威は驚くものであったと様々に記されている。中世の十禅師は、「巫覡に憑依し僧俗に対して託宣を下す荒々しいシャーマニックな霊山の童子神」として知られていた。十禅師は夢想・憑依によって託宣を下す神であり、山王神（山王権現）のミサキ神であり、山王神と巫覡の媒介者であった。十禅師の巫覡への憑依・神がかりは激しい神威の発露であり、日吉・比叡山では「クルイ（狂い）」と言われていた。
十禅師の新礼拝講を創始した慈円は、天台座主を四度勤めた高僧であり、後鳥羽院の側近として鎌倉初期の政界で活動した人物で、聖徳太子信仰に篤く、聖徳太子と十禅師をほぼ同じものとして信仰、晩年に山王神、特に十禅師への信仰を深め、夢での十禅師の託宣を恃みにしていた。比叡山の僧たちは山王神を仏法擁護の神と見なし、「我等が仏法を盛んにすることで護法神山王は国家鎮護の働きを増す」と説いており、十禅師を含む山王神は、王法を支える仏法という観念の要であり、叡山僧たちは山王神を、自らの修行や学問が国家鎮護に寄与する際の介在者と考えていた。平安時代初期-鎌倉時代初期の天台僧の安居院澄憲や、ほぼ同時代（30歳ほど年下）の慈円は、神仏習合の観念を受容し、山王権現、最終的に特に十禅師を信仰し、その力で鎮護国家を成し遂げようとした。
十禅師は、仏でもあり神でもある、あるいは仏でも神でもない、概念も非常に曖昧な日本の神仏群の尊格のひとつである。中世日本の宗教の研究者山本ひろ子は、日本生え抜きの神でも経典中の仏菩薩でもない、出図も来歴も不確かな謎めいた異国由来の日本の霊格たちを「異神」と呼んで研究しており、著作『異神』（1998年）において、十禅師は「（異神である）宇賀神と荒神を一身の内にあわせもつ神」であると述べている。宗教学者のベルナール・フォールは十禅師の様々な側面を調査し、人の胎内での発生・生育に関わり衆生を命の終焉まで庇護下に置く胞衣神（胞衣とは胎盤のこと）、蛇神的存在（宇賀神など）と関連した地上の神（地祇）としてのアイデンティティ、星辰崇拝における一連の神のひとり、荒神（こうじん）、男性同性愛のセクシュアリティを持つ神であること（寺の稚児との結びつきによる）等の側面を示している。
十禅師は明治維新で廃された。江戸時代の貞亨元年（1684年）に社司らが起こした日吉七社神像焼却事件で、生源寺家・樹下家の首謀者は流罪または国外追放、社家はまつりを奉仕する以外のすべての権限を失い日吉社は延暦寺の管理下となり、日吉社はここから徳川幕府下の天台宗による支配・延暦寺への反感・不満を強めていったと思われる。明治の神仏分離の際に、日吉社の社司で過激な復古神道家、明治政府の神祇事務局の権判事だった樹下茂国は、日吉社から仏教色を消そうと、山王七社の祭神の多くを入れ換え別の神とし、十禅師も廃された。樹下茂国は、比叡山の山神大山咋神（二宮）と玉依姫（賀茂氏の祖の鴨玉依姫）が夫婦であるという本居宣長の漠然とした考察を受けて、十禅師社の祭神を玉依姫とし、社名も変更して樹下宮とした。こうして十禅師は消されてしまい、現在の日吉大社にその痕跡はほとんど見られない。

## 十禅師社の信仰の始まり
十禅師社（現樹下宮）の床下には霊泉があり、日吉大社の権禰宜だった嵯峨井建は、この霊泉祭祀を十禅師社の「社殿成立以前の原型」、日吉の信仰の「当初形態の残存」とみており、十禅師社があって床下に霊泉を掘ったのではなく、まず畏い霊泉があり、八王子山を仰ぐ、霊泉の湧く山麓の聖地として、ここを中心に祭祀の場が開け、社殿神道が成立すると、霊泉を覆う形で社殿が建てられたと推定している。十禅師社の神座は霊泉の真上にあり、神体と霊泉が一体であることを示すものと考えらる。十禅師社の下殿は、中央に霊泉のある土間、それを噛む形で正面に「凹」の字型の部屋、土間の左右に2つの部屋があり、右側の部屋から土間に入るという、霊泉のある土間を中心とした構成で、嵯峨井建によると「『自然神道』から『社殿神道』への変貌を物語」るものとなっている。立正大学の沼義昭は、「大津の日枝神社（日吉社）社中の樹下宮社殿下からは、今もこんこんと清水が湧き流れている。この宮こそ複雑化した日枝神社祭祀の最古の起源を示すものと、諸学者の見解は一致している。」と述べている。
金大磐のある八王子山山頂は柳田民俗学でいうところの日吉の信仰の「山宮」であり、十禅師社と二宮は「里宮」に当たる。この地の信仰は、「山宮」が古く山麓の「里宮」の方が新しいと考えられてきたが、明らかに山麓の社の方が古く、祭祀の場としては「里宮」の方が古いという説が出されている。嵯峨井建は、日吉の信仰の最初の形態は「頂近くの大巌を神が降臨しあるいは籠ります磐座とし、山麓の（十禅師の）現社地に湧出する泉をたえずあふれ出る神の恵みと感得し、両者を信仰的に関連づける自然神道」であると推定している。山頂の磐座での日常的な祭祀は困難であり、春秋2度程度の祭祀が行われたと思われる。
日吉の地に社殿化の波が及び十禅師社の社殿が建てられたのは平安後期、11世紀頃であるが、十禅師の廓御子、寄気殿といった巫覡たちの活動が活発になり、恒常的な建物が必要とされるようになったと思われ、三聖（大宮、二宮、聖真子）、客人、八王子と社殿化が進む中、ようやく十禅師社が建てられた。社殿の建設は山王七社で6番目であるが、祭祀の場としては非常に古い。嵯峨井建は、十禅師社は、神霊を敬い祀った聖なる大地に手を加えることなく、霊泉と聖地を包み込む形で社殿を覆いかぶせたものとしている。

## 祭神説・「十禅師」「樹下」の由来
生前僧であった荒人神
十禅師は、山王神に仕えた僧が神と成ったものともされる。『燿天記』には、「（祝部）成仲説云、中古横川ノ香積寺住人供僧中二、一人智行兼備高徳人在テ、十禅師中ノ其一人、現身二山王ト語言ヲ申通ズル人、荒人神ト成給ヘリ、仍十禅師ト申也、」と記されており、十禅師は元、横川の別所香積寺に止任する「供僧」であり、日吉の山王神と言葉を交わし得る優れた霊能者で、死後荒人神となったとされている。「供僧」は「内供奉十禅師」を指す場合もあるが、名波弘彰は文章の前後から内供奉十禅師とするとやや不自然なため、本尊（虚空蔵菩薩） に供奉して給付する僧か、比叡神に奉仕する社僧（神社に仕える僧）だろうと述べている。宮家準は、円珍門下の十三代天台座主の尊意（866年 - 940年）の弟子で内供奉十禅師、平将門や藤原純友の調伏に当たった明達（809年 - 955年）が香積寺を創建しており、生前に山王神と言葉を交わし、荒人神となり、十禅師社に祀られた僧とは明達とも考えられるとしている。慈円や藤原家隆も十禅師を僧形の神として歌を詠んでおり、院政期から鎌倉初期には、この説は有力であったと思われる。
山本ひろ子は『燿天記』の「成仲説」を挙げ、十禅師という特異な社名と十禅師社の由来、僧侶との深い関わりにフォーカスし、創祀には僧侶が関与したこと、十禅師を祀った僧自身が神として祀られた形跡を指摘し、僧形は十禅師社が本来的に備えていた属性に従ったものであるとみている。『燿天記』における、僧が成った荒人神たる十禅師は、現実に生きていたものが神と成った御霊神に近いもので、荒人神の崇咎霊的な霊威に連なると思われ、十禅師には荒人神の「託言神」「呪言神」の神格が見られる。
瓊瓊杵尊
瓊瓊杵尊は天照大神の孫で、天忍穂耳尊の子、天孫降臨神話の主役神であり、『日本書紀』で瓊瓊杵尊は天忍穂耳尊が天降る途中の天空で生まれ、地上に降臨したとされる。日吉社関連資料での十禅師の神格は、瓊瓊杵尊説が多い。名波弘彰は、赤子として天降りしたとされる瓊瓊杵尊と、童形の十禅師が結びつきやすかったことがこの説の成立基盤であり、瓊瓊杵尊は童子神の系譜に位置付けられる神格と述べている。良遍の『神代巻私見聞』や光宗の『渓嵐拾葉集』では、瓊瓊杵尊は国常立尊より十代の禅（ゆず）りを受けた（天地開闢後最初の神である国常立尊より十代目の神）が故に「十禅師」と呼ばれるとされている。中世日本紀の『厳神鈔』では記紀神話に基づき、十禅師は瓊瓊杵尊であり、「皇孫尊」「天孫」とも呼ばれたという説、「此御体神代十代の御禅受、豊葦原ニ天降リ御ス」「天神七代ノ後、地神三代目ノ神ニテ御マセバ、十代ノ御譲ヲ受玉フ」ため「十禅師」と呼ばれたという説が述べられている。
御子神
平安末期には、南都北嶺（奈良の諸宗諸寺と延暦寺）に入寺した摂関家の子弟などを「禅師君」と呼んでおり、宮井義雄は、「十禅師」という呼称も御子神を表したものと推測している。また『燿天記』では、陰陽道的解釈に基づき、十禅師含めた山王の諸神は大宮・二宮の陰陽和合によって生まれた御子神と説明されている。『源平盛衰記』の延慶本・長門本では、「地主権現十禅師」は天照大神の御子で山王三聖の一つとされている。
天児屋根尊
『七社略記』では、桓武天皇が即位した延暦2年に地主宮の前に天降った天児屋根尊であるとされる。
光仁天皇
江戸時代の慈本の『一貫神道記』では、十禅師は光仁天皇を祭神とするが、これは光仁天皇の宝亀3年（772年）に内供奉十禅師の制度が始まったことに由来すると考えられている。
インドから来訪した異神
十禅師と天台僧の問答を修めた『唯信鈔託宣記』（1239年-1288年）では、童子に憑依した十禅師は「我、月氏の堺を出でて、日域に跡を垂れ、天台顕密の仏法を崇め、念仏の衆生を守護せむが為に、延暦寺のふもとに歳を送る十禅師なり。（月氏〔インド〕から来訪した異神であり、天台の法、顕教密教の法を崇める神であり、念仏者を守護する、延暦寺の麓に祀られた神）」と名乗り、神の姿を取ってはいるが念仏を勧進する存在であり、最澄が延暦寺を建立して以来衆生を念仏の道に勧め向かわせてきたと語っている
このように、起源の言説は多岐にわたる。
また、『扶桑明月集』（大江匡房の著述とされる）には、十禅師は「桓武天皇延暦二年天降」とある。

### 「樹下」に垂迩した霊童
名波弘彰は、樹下に垂迩した霊童の神託（『山家要略記』冒頭の「一児二山王」の逸話）を中心とする十禅師権現垂迩縁起が、大宮の本地を釈尊とする山王信仰の教理以前に存在していたと推定しており、この樹下垂迩のモチーフは山王信仰以前の古いものであると考え、十禅師が垂迩した「樹下」の「樹」とは世界の境界の「樹」であると推定し、見える世界と見えざる世界との境という聖なる場所に立つ聖樹という神話的象徴性を示している。
樹下僧（十禅師に仕えるに堂衆階層の社僧）や、十禅師が廃された後の社名の樹下宮の「樹下」がどこから来たかであるが、『耀天記』の「山王事」（1120年代-1220年）では「大宮の神域」が樹下と呼ばれており、大宮に仕える樹下家の家号はここから取られているようである。名波弘彰は、しかし「大宮の神域」という意味合いが最も古いかは疑問で、元々「十禅師の神域」を「樹下」と称していた可能性が高いと分析している。名波弘彰は、十禅師社の夏堂に奉仕する者を指す「樹下僧」という名称の「樹下」も「十禅師の神域」を指してものと推定している。

## 境内・社殿

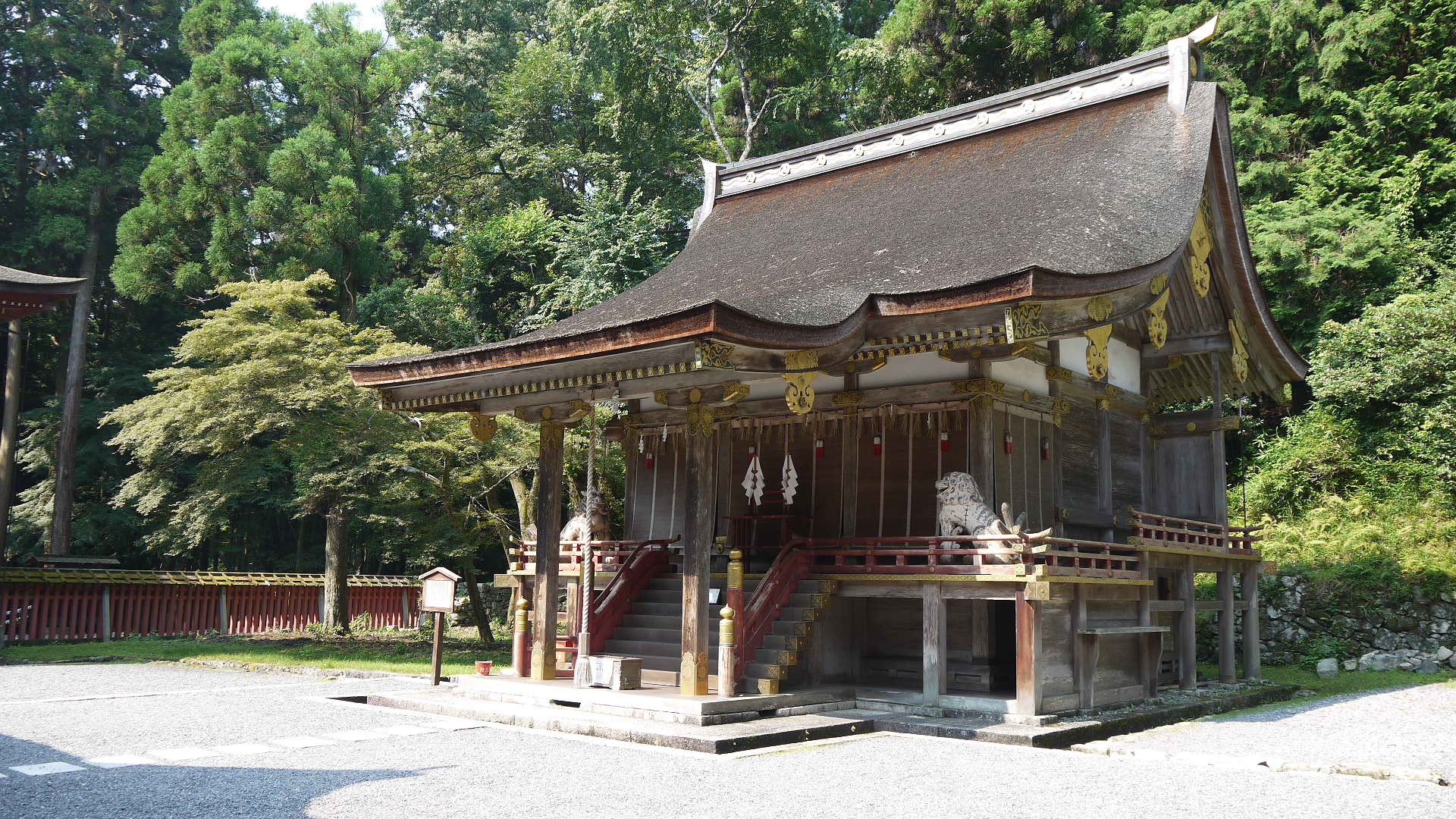
十禅師社（現樹下宮）本殿

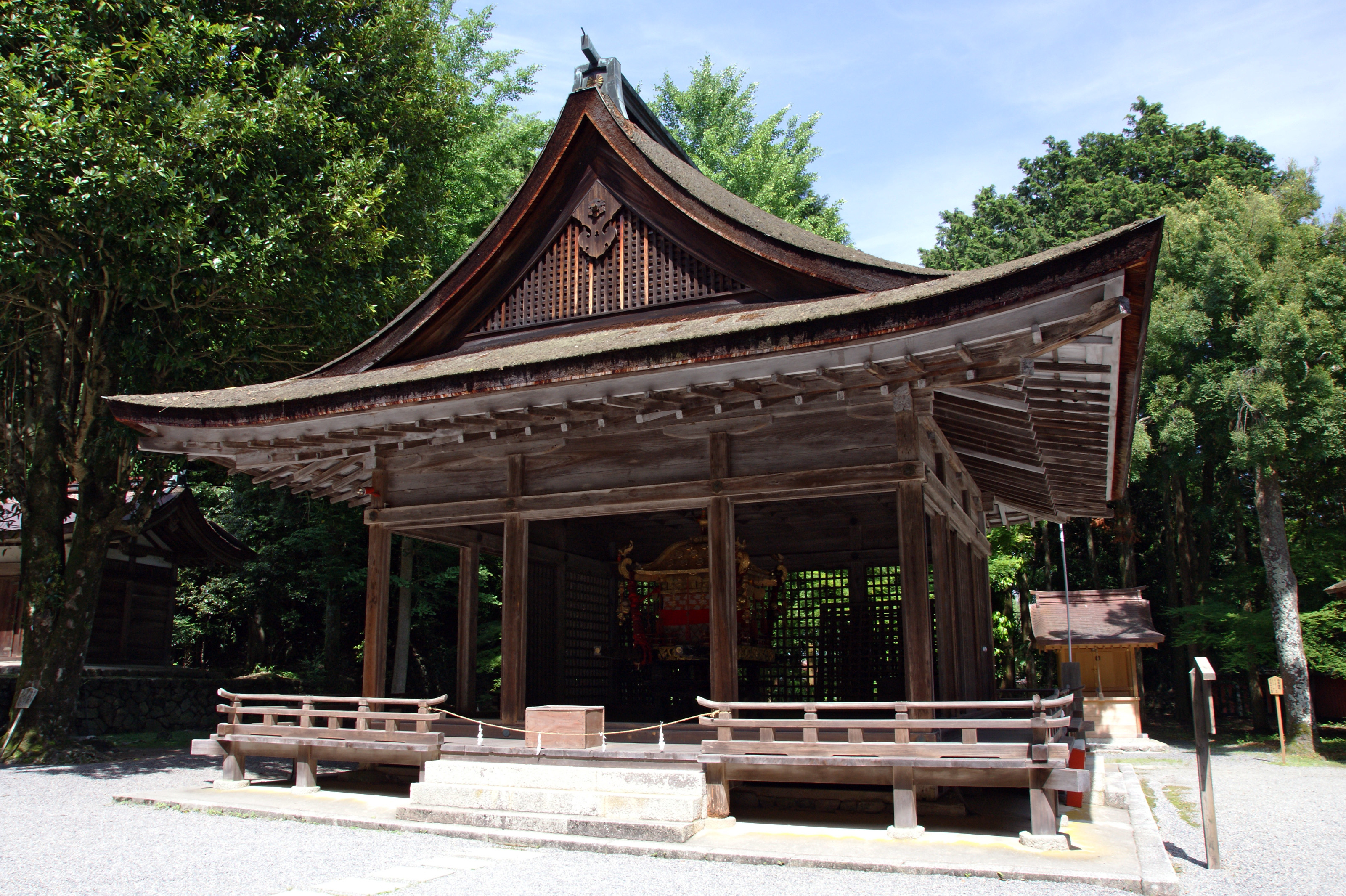
十禅師社（現樹下宮）拝殿

宮家準は、二宮の神域は在来の諸神を祀る下八王子・山末社等の社群と二宮・十禅師の社群に分けられるとし、二宮の近くには十禅師（宮家準は荒人神となった僧明達を祀るものと考えている）や、僧形で山王の諸社に奉仕した宮仕の祖田中恒次を祀る小禅師など、日吉社に仕えた僧侶の始祖が祀られていると指摘している。生源寺行丸（祝部行丸）が日吉社復興の資料として描いた『山王二十一社等絵図』によると、十禅師社の本殿の背後の斜面には、朱塗の玉垣（瑞垣）で囲った禁足地の聖域があった。

### 社の下殿
日吉社の本殿は非常に変わった造りをしており、床下に部屋があるが、十禅師社でも床下に関わる信仰実践があったようである。日吉社では江戸時代には床下の内陣に神を祀り、下殿（したどの、したとの、げでん）と呼ばれる床下祭祀の場には本地仏を祀っていたことが分かっている。元々神社の下殿は、願をかけた人々が神に仕えるために籠る下殿参籠、宮籠の場であり、説経節『しんとく丸』にみられるように、寄る辺ない弱者の究極の祈願の場であり、床下籠りには強い霊験があると信じられていたと思われる。
18世紀の史料によると、十禅師含めた上七社の下殿には本地仏とそれを修める厨子があり、下殿は禰宜ではなく法師姿の宮仕が管轄していたようである。他の上七社の下殿と異なり、十禅師の下殿の霊泉のある土間には、本地仏だけでなくご神体が祀られていた。どのような像であったかは不明である。

### 床下の霊泉
十禅師社の床下には土間の部屋が設けられており、そこに霊泉があるが、十禅師に霊泉の神、水の神といった伝承はなく、この霊泉については記録もなく、由緒は全く不明である。ここから流れ出る水の水路は山王祭の神輿のルートと一致している。なおこの霊泉は、東本宮の山手にある「亀井霊水（亀井の井戸）」、山裾から流れる「大行事水」とは別のものであり、「霊泉」と呼ばれるが、特に名称はない。
黒田龍二は、「本殿の下に井戸があるということ自体が普通のことではないから、この井戸は何らかの霊力を持つのであろうと推測される。」と述べている。舩田淳一は、古の湧水点祭祀の形跡を留めるものとみなしている。
三村昌義は、山王の申し子で山王権現の化身である少年を主役とする「愛護若伝説」や「梅若伝説」についての論考で、「日吉信仰の一つの流れが少人（少年）流離の伝承を持ち、それが水の信仰と結びついている」ことを指摘している。

## 姿かたち

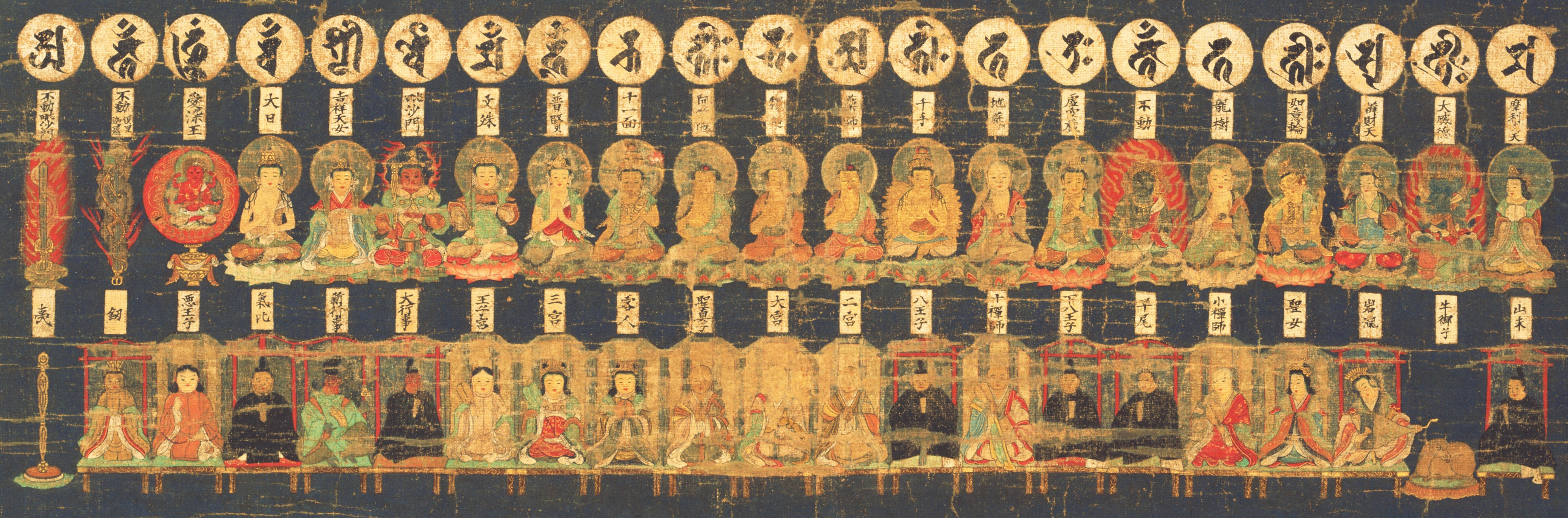
絹本著色日吉山王宮曼荼羅図の上部（1334年-1392年頃）。山王二十一社の祭神・本地仏・種子。下段右から8番目が僧形の十禅師、その上が十禅師の本地仏の地蔵。山王の上位三柱の神「山王三聖」も僧形で、つまりこれらの神々は出家しており、明治の神仏分離以後の神道の神の概念とはかなり異なっている。

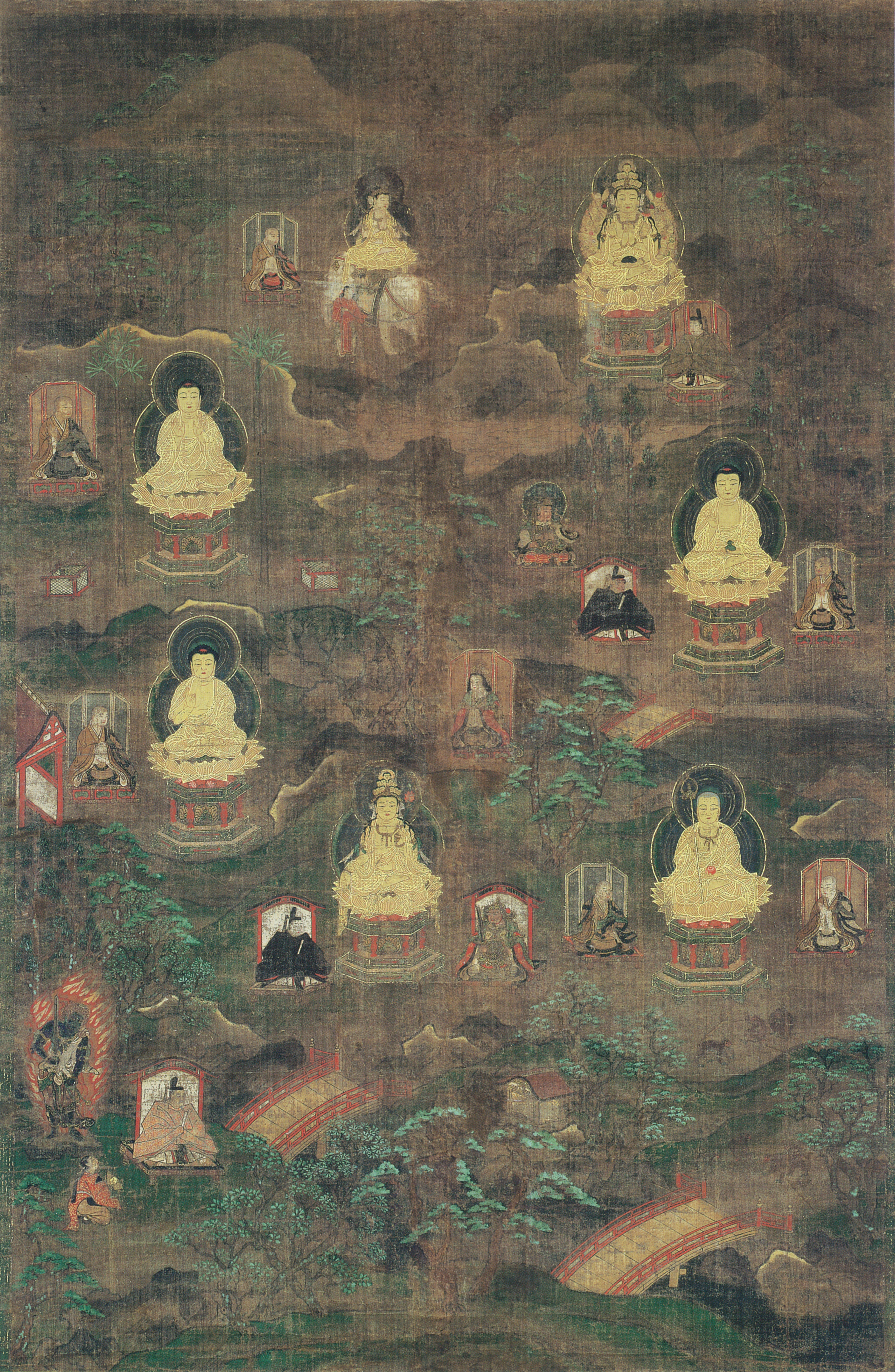
社景の中に描かれた上七社の本地仏（金色）と垂迹神。地蔵菩薩の傍らに描かれているのが十禅師。『日吉山王曼荼羅図』。14世紀、百済寺（滋賀県）

神像や垂迩曼荼羅における姿は僧形で、地蔵形や僧形であらわされたものが多く伝来している。『日吉山王権現知新記』には、十禅師は僧形で、その姿の年齢は20歳余りと記されている。名波弘彰は、護因社に祀られた樹下僧の護因の説話（後述）が『燿天記』の「成仲説」「成仲説」と非常に類似することから、十禅師信仰には十禅師に仕える樹下僧が深く関わっており、樹下僧の十禅師への奉斎が十禅師の僧形神格の形成をもたらした可能性を示している。真如苑蔵の「絹本著色日吉山王十禅師曼荼羅図」は、中央に社殿内に座す僧形の十禅師、その後方の虚空の円相の中に地蔵菩薩の坐像、社殿の階段に神の使いの猿が描かれている。
『山王由来』によると、十禅師社の社殿には、正面の像と、巽（東南）の隅に祀られた童子形の2つの礼拝対象があり、正面の像に来世を、童子像に現世を祈った。
十禅師は『梁塵秘抄』で「神の家の子公達」と謡われており、中世の一時期において、童子形と考えられ、祀られていたことがわかるが、現在ではその信仰はほぼ忘れられており、十禅師らしき図像も聖徳太子像等と呼ばれていることもある。現存する神像や垂迩曼荼羅に童子形は見られず、童子形のみに言及されることも稀であり、「若僧形／童子形」のように併記されることが多い。しかし、童子形は日吉の創生にまで遡るもので、『山家略記』や『渓嵐拾葉集』では、天台宗の宗祖最澄が延暦4年に比叡山に入った際に、山王神に先立って「霊童」「天童」に出会ったといい、これが十禅師の社殿に「童子形」が座す所以であるとされた。この最澄と十禅師の出会いは「一児二山王」と呼ばれ、天台宗にとって非常に重要な意味を持つともされた
『山王由来』以降の社殿について童子神像の記述はなく、実際の童子像についての記述も『日吉神道秘密記』の「十禅師夏。御本尊童形ノ檜像。」しかなく、現存する童子像が十禅師か否かの判断は、図の様子から考察するほかない。本地を地蔵とする垂迩神は日吉社以外にもあるが、いずれも垂迩形は僧形のみであり、また、聖徳太子など童子で表される神や祖師も少なくないが、本地を地蔵菩薩とするものはないため、山本陽子は、地蔵の標識である幢幡（どうばん。幡の一種）を右手に持つ童子像は十禅師であると判断できるとしている。現在十禅師の像と考えられ、写真図版が公開されているのは、延暦寺本、双厳院本、成菩提院蔵本（二本）、観音寺本で、延暦寺本で、全て掛け軸で、彫像は知られていない。眉を描き長髪を左右で結び、盤領の袍を着た高貴な俗形の童子の姿で描かれている。延暦寺本は書かれた文字から確実に十禅師であり、双厳院本は十禅師と伝えられているが、成菩提院蔵本は両方とも聖徳太子像と呼ばれ扱われ（うち一本は、十禅師像ではない旨が記されている）、観音寺本には名称がない。成菩提院蔵本の一つは秘仏扱いで、さほど大きいものでもなく、山本陽子は、こうした十禅師の絵像は、ごく一部の天台宗の寺院で秘蔵される類のものであったと考えている。

## 山王神のミサキ神
平安末期の『梁塵秘抄』では「東の山王恐ろしや、二宮客人の行事の高の御子、十禅師山長石動の三宮、峯には八王子ぞ恐ろしき、」と謡われており、これらの神々は、神の顕現に当たって道行きを先導をしたり、代わって役割を務めたりする先導神やお使いの神々、「神のみさき」、ミサキ神のことである。八幡や天神、山王神（山王権現）などの神格の高い力ある大神に付き従い、その社地の摂社に祀られる神々を、中世の人々は「小神」と呼んでいたようであり、小神たちは、崇りによって大神に代わってその神威を発揚し知らしめた。ここで謡われた十禅師含めた日吉の神々は、山王神の小神、ミサキ神であった。タタリとは本来神威の顕れで災厄に限られず、よって、タタリなす小神たちも、帰依する信徒に対しては、災厄から守り福徳をもたらす利益の神でもあり、両義的な存在であったため、山王大宮権現を始めとする諸神が朝廷から贈位されたように、深く畏怖され熱心な信仰を集めた。
日吉社の創立由来や山王権現の霊験などを説いた絵巻『山王霊験記』（鎌倉時代後期）を基に作られた妙法院蔵の『山王絵詞』『日吉山王利生記』（『続群書類従』収録）の霊験譚では、山王権現の神意は、憑依による託宣、夢告、神が声のみで告げる、の3つの方法で伝えられるが、十禅師の場合は憑依による託宣のみである。『日吉山王利生記』の中で、十禅師自ら「是は大宮権現の御使として、十禅師宮のわざなり」と述べているように、十禅師は山王の神々の中で、山王神（大宮）の使者として彼会と現世を結ぶ特別な役割を持っており、十禅師と山王権現の託宣は密接に結びついていた。藤井隆輔は、「御子神としての十禅師が、親である大宮の意向を伝えるため、祟りを代行している」と説明している。
『山王絵詞』には、ある僧が「姫座」に依頼して十禅師を勧請し、十禅師が憑依した巫女を通して山王神（大宮）の神意を聞くというエピソードがあり、当時の人々が彼会と現世を結ぶ経路を「山王神（大宮） - 十禅師 - 巫覡 - 人々」と認識していたことが窺える。この「姫座」は十禅師を中心に集まっていた巫女の集団と推定され、「寄琴」とあることから、琴を奏でて十禅師を勧請したものと思われる。当時の人々は受動的に山王神の神意を聞くだけでなく、巫女を介して能動的に神意を知ろうと行動し、その際に日吉社で重要な役割を果たしていたのが十禅師であった。南北朝時代に成立したとされる『神道雑々集』でも、山王七社については大宮と十禅師のみ項目が設けられている。下坂守は、『山王絵詞』『日吉山王利生記』を見ると、十禅師は単体で重視されていたのではなく、大宮が背景に控える存在としてであり、『山王絵詞』『日吉山王利生記』において、十禅師の存在で効果的にあらわされた霊験は、大宮の霊験だと述べている。

## 神託・憑依・巫女
古代は「祭政一致の支配構造」が基層にあり、神の言葉は選ばれた者のみが聞くことができるとされ、続く律令国家でも託宣や祟りの解釈は国家的・公的な行事であった。しかし中世には、末法の世において衆生を救う神仏が強く求められるようになり、院政期以降「一定の作法を踏むことによって、冥界と自由に交渉することが可能な時代」となり、人々は寺社に参籠し、夢告や託宣による神仏の啓示を私的に求めた。中世の人々は託宣という宗教現象を、ありのままに、あるいは説話化して記録し、十禅師含め、多くの託宣記がこの時代に集中的に書かれた。
このような中世という時代に、十禅師の託宣は数多く下され、当時の人々を深く恐れさせた。北九州市立大学の佐藤眞人は、「日吉社においてとりわけ十禅師は憑依託宣する神として知られ、日吉の神が神意を伝える際に最も登場する頻度が高い神であること、その背後に十禅師に仕える巫覡の活動があったことは、しばしば指摘されてきたところである。」と述べている。十禅師は、童子を憑坐にして託宣をよく下す神であったとされる。二宮の楼門前に巫覡の職能である神楽を舞うための施設があり、十禅師神楽社と呼ばれていた。
十禅師信仰は平安末期から鎌倉初期にかけて隆盛した。佐藤眞人は、それ以前の日吉社の巫覡は二宮を中心とし、二宮を取り巻く末社眷属の神々に仕え、「十禅師も二宮の眷属神の一つと位置付けられていたと思われる。」としている。二宮境内の周辺には内王子、若宮、児宮など王子神、御子神が祀られており、その多くはこの地の巫覡が創始したと考えられる。十禅師信仰が隆盛したことで、巫覡の活動の重点が十禅師社に移行していったと推測されている。『山王絵詞』『日吉山王利生記』における霊験譚の大半は、大宮と十禅師に関するものであり、二宮の霊験を示す話は非常に少ない。
『梁塵秘抄』で謡われた二宮を中心とする「東の山王」（今でいう東本宮系グループ）は荒ぶる神々として恐れられていたが、佐藤眞人は、「東の山王」の十禅師・八王子・三宮も、大宮（今でいう西本宮系のグループ）のような渡来神ではなく、「王子神・御子神・姫神として自然発生的に祀られた神であり、地主神の系列に属する。」としている。「東の山王恐ろしや」という恐れは、神々の祟りへの恐怖であり、主に巫女の憑依託宣によって呼び起こされるものであった。元々の日吉社の主神であった大山咋神は三輪の神である大宮の渡来によって主神の座を譲ったとされるが、大宮の社司の祝部氏は三輪の神と共にこの地に来たといわれ、二宮と関係が薄く、そのため二宮は祝部氏の支配力が及ばない一種の空白地帯になり、巫覡らの活動が活発であったと考えられる。
日吉社の巫女は当時の政治の中枢である貴族の元に出入りしており、前関白の藤原忠実の話を中原帥元が記した『中外抄』の1143年の条には、藤原忠実の元に十禅師の巫女がやって来て、3度十禅師の託宣を受けたため参上したと述べ、託宣の内容を語ったとある。帥元は巫女の言を信ずべきことと言上し、忠実は巫女に給持を与えた。また、藤原兼家も巫女の託宣を重んじており、巫女と会う際は冠を着け、笏を持って臨んだという。巫女は身分としては下層の宗教者であったが、十禅師含めた日吉社の巫女は、託宣という職能によって貴族に働きかけることができ、その神託はかなりの影響力を持っていたことが史料から窺える。巫女の託宣・夢告は、「冥界の神の意思を伝達する有用な手段」であり、寺社権門にとっても朝廷にとっても軽視できないものだった。
史料から、巫女・覡男たちは複数の座を組織していたようである。また、日吉社の巫女は七社各社におり、惣殿（大宮のみ「総殿」）と呼ばれ、夫を持ち女系で相続していたと思われる。
中世後期には徐々に十禅師をはじめとする東の山王の神々と巫女との特別なつながりは薄れ、巫女の憑依託宣の職能は衰退していき、同時に、比叡山と一体的に発展し大人数となった日吉社の巫覡集団は、山王七社あるいは二十一社の各社に分属する組織形態に整理されていった。

### 霊験譚・託宣記
日吉社の神々の霊験譚を収拾した『山王霊験記』『山王絵詞』『日吉山王利生記』には、十禅師の霊験あらたかな様子が記されている。山本ひろ子は、『日吉山王利生記』等の霊験譚84段中20段近くが十禅師の霊験譚で、十禅師のものが群を抜いて多いと指摘している。『山家要略記』の「十禅師拝殿三学道場と名づくる事」は、天台宗の高僧である千観が十禅師社に詣で「極楽往生の業因」を尋ねて祈ったところ、参詣の少女に十禅師が憑依し、極楽往生のためには慈悲と実直が重要だが、実直がより肝要であると告げられる話である。『日吉山王利生記』にも、南都の「ある僧」が託宣を受け、かねてより抱いていた山王への不審が覆されるという類似の話が納められている。また、天台僧の明尊（971年 - 1063年）が祈祷している時に十禅師が現れ託宣し、天台僧の源信（1017年死去）と覚運（953年 -1007年）の円融三諦相卽の議論に聞き入った話も載せられている。藤原頼長の瘧病（マラリア）を治すために十禅師の賽前で千日の法華経読誦を修するべしとい託宣を受け、その行が修され、藤原頼長が十禅師に帰依した話や、大納言の藤原成通が病の折に病気平癒の祈願をさせていると、十禅師が現れて物忌をするよう託宣し、藤原成通はそれに従い病を治そうと努力した話など、貴族社会における十禅師信仰の存在を示す逸話もある。
天台座主まで上り詰めた尊性法親王と十禅師の問答を修めた『唯信鈔託宣記』（1239年-1288年）もあり、これは天福2年（1234年）3月に後堀河院の女房であった女性（持明院家行の娘で、後宮に設置された内侍司の次官）のお産の際に十禅師が童子に憑依して託宣を下したことを伝えるもので、三重県津市の真宗高田派の専修寺に伝わる。『唯信鈔託宣記』成立前に、洛中に「本記」があり、その他に「別記」があったと書かれている。また、これとは別に、尊性法親王と十禅師との法門に関する幾度もの問答を記録した記録と、十禅師の託宣を披露した記録があったとされる。『唯信鈔託宣記』の内容は次のようなものである。なお、史実とは所々齟齬がある。
天福2年3月に、後堀河院の女房のお産があった。院宣により尊性法親王が招かれ、産婦を物気（実体が不明な霊的存在〔モノ〕の影響力〔ケ〕）から護るために七仏薬師法を修した。修法の6日目、物気の憑いた童子（おそらく尊性の従者）がお産の場に乱入し、尊性との対面を望んだ。尊性の近侍の坊官たちは追い払おうとしたが、童子は「我モノクルフ義ニアラズ」と述べて経文をいくらか誦し、彼らは「様有り」と述べ霊異の発現を認める。童子は尊性の近侍の禅僧と坊官6名を残して人払いをし（託宣する相手の選定）、尊性がいずれの神であるか尋ねると、十禅師であるといい、伝えるべきことがあるという。以下十禅師と尊性の問答が行われる。尊性は日頃から抱いていた法門に関する疑問を十禅師に尋ね、仏の教えの真髄を得た（この議論の内容は秘密にされ記されていないが、法然門流の念仏に関するものであったと推定される）。十禅師は後堀河院の発病と崩御を予言し、予言の実現をもってこの託宣が真実十禅師によるものだと信じよと言い残し、託宣は終わり、十禅師は去り、童子は気絶した。尊性はこの一連の託宣を広く告げ知らせたという。予言通り後堀河院は病に罹り崩御した。尊性は十禅師への信心を深め、天王寺別当と御持僧の地位を弟子に譲り、念仏に明け暮れ、その後往生を遂げた。

## 童子神、稚児との関連
平安時代中期には、仏菩薩の使者のなかで童子の姿を取るものが重要視され、観音菩薩や文殊菩薩、地蔵菩薩もまた、盛んに童子の姿で表現されるようになり、童子信仰が盛り上がった。神が託宣を行うには依巫の存在が不可欠であるが、そうした神の依巫の多くは年少の巫童であり、そのため石清水八幡宮のミサキ神である松童神など、託宣神の多くはしばしば童子神、王子神、御子神として観念されていた。天台宗・真言宗（密教）の僧が務めた天皇を護る護持僧の加持祈祷でも、異界の存在であるモノノケを憑依させる「容器」「通路」として、女性や童子が使われた。松本公一は、平安末期以降の童子神信仰は、平安前期の石清水八幡宮の神に原型があり（若い姿の石清水八幡宮の神像があったとされるが、今は失われている）、幼くして即位した清和天皇の姿が重ね合わされていると推測し、院政期における童子神信仰は、幼帝と、それを根拠に政治を行う上皇の関係が反映されており、院政を擁護する神の出現と考えることもできると述べている。中世の稚児と幼帝は共に、異界・他界・絶対者との「通路・媒介」として機能したと論じられている（稚児#幼帝との重なり合い）
中世には山王神（山王権現）は、稚児を本地、山王神を垂迩とした童形神として現れるようになり、「一児（稚児）二山王」とも言われた。山王信仰に関わる説話でも、夢告で山王神が童子の姿で現れる例は多い。中世の比叡山では、日本の天台宗の宗祖最澄が比叡山に入った際に最初に出会ったのが霊童（1414年の奥書がある『厳神鈔』では「一児」とは十禅師であるとされている。）で、次に現れたのが偉大な化人（山王神〔山王権現、大宮権現〕の化現）であり、これは天台宗にとって非常に重要な意味を持つという説「一児二山王」が流布した。「一児二山王」は、稚児の神聖視から成り立つ。
天台宗では、少年を稚児という特別な存在に変える児灌頂（稚児灌頂）が行われており、これにより少年は観音菩薩と同体であり、十禅師の化現とされる神聖な存在稚児になり、僧侶を含めた衆生に慈悲を与える存在だとされた。稚児を十禅師の化現とする考えは、平安中期以降に広まった本地垂迹思想の影響を受けて成立したもので、聖徳太子が観音菩薩の垂迹とされたように、人間に転用されたものである。「山王御全体カ児（稚児）ニテ御座（おわしま）ス」（『諸国一見聖物語』、1387年）と言われたように、稚児は比叡山の神聖な代表者と考えられていた。

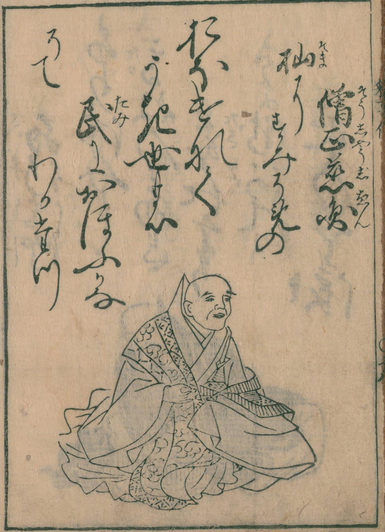
慈円。『釈教三十六歌仙』、17世紀

仏教には異性とのセックスを禁じる不淫戒があり、日本では平安中期以降、女性のように美しく化粧をした少年である稚児が、女性とあまり変わらない役割を与えられ、僧侶の恋人を担い、中世には僧侶と稚児の恋愛が盛んに行われるようになった。当時の寺院社会には僧侶同士の恋愛はみられず、小山聡子は、稚児は単なる女性の代わりではなかったのだろうと述べている。稚児は僧侶に性愛を通じて救いを与える存在であり、稚児との性的な行為は悟りに至るための宗教的な行為だと考えられていた。
『廊御子記』（1603年）では、十禅師は稚児の姿に変じて慈円の元に通い、慈円は「其間ノさいあひの物」を谷底に捨て（山本一は、「さいあひ」は子種を意味することもあるため、これは稚児との性交の後、精液などを拭いとった汚物と解釈している）、その子種が母胎を経ることなく変成して子供が生まれ、これが十禅師の巫者集団廊御子の祖であると記されている。ただしこれは中世後期の伝承であり、鎌倉初期を生きた実際の慈円の言説とは無関係と言える。『廓御子記』では、慈円は激しい情欲に苦しめられ比叡山に留まることが難しくなったが、山王神が彼を哀れみ、稚児の姿をとって慈円を訪い2年に渡り夜な夜な慰めたと語られており、ライデン大学のオリ・ポラト（Or Porath）は、十禅師と慈円の関係は性的なものとして神話化されたと述べている。
稚児崇拝が高まる中、「一児二山王」の言葉は、稚児を山王神より上位に置くことの表明へと変わっていき、山王神道の教義では十禅師が最高の位置に置かれた。オリ・ポラトによると、「一児二山王」は元々灌頂の極秘の口伝であった。『児灌頂式』（15-16世紀。成菩提院伝、彦根城博物館蔵）では、稚児は境ノ三諦、つまり具体的な物質的現実を表し、山王神は智三観、つまり認識論における絶対者であるとされ、稚児が第一であり、山王神がその次、両者は究極的には不二一元であると説明されている。そして「一児二山王」とは、なんらかの行為がこうした非二元性を実現することを示しているとされ、オリ・ポラトは、その行為とは僧と稚児との男性同士の性行為であることは明らかだと述べている。山王神は僧形であり、天台宗の僧は山王神に倣い黒衣を纏うとされており、若い僧形の十禅師であるともいえ、稚児は僧侶（山王神・十禅師）との性交で神格化され、僧侶もまた稚児（十禅師）と性交で神格化されるのだという。オリ・ポラトは、山王神道の教義で十禅師が最高の位置に置かれたことは、神道思想と仏教理論を融合させる重要な教義上の考えであると同時に、「the concept of transgression as something that should be harnessed to attain power and protection（破戒〔宗教的な罪・逸脱〕とは力と守護に到達するために活用すべきものだという考え）」をもたらしたとしている。オリ・ポラトは、これは天台寺院において稚児との性行為を正当化するために、高位の神格である山王神がその従属神によって降格・失脚させられた特異な事例だと評し、十禅師の性愛の神としての側面の研究の必要性を主張している。
「一児二山王」の格言は山王神道に限られず、謡曲（能）『大江山』（比叡山を追われた鬼の酒呑童子が前シテの鬼退治物、14-15世紀）、『七十一番職人歌合』 (16世紀初頭)、『弁慶物語』 (室町時代、御伽草子)、男色（衆道）の教えを説いた『若道之勧進帳』(1482年)など中世文学に広まった。
十禅師社の境内には「樹下衆」と呼ばれる僧侶（樹下僧）が詰め神に仕える夏堂があったが、『日吉社神道秘密記』によると、慈円の手によるという童形の十禅師の絵像が祀られていた。

## 本地

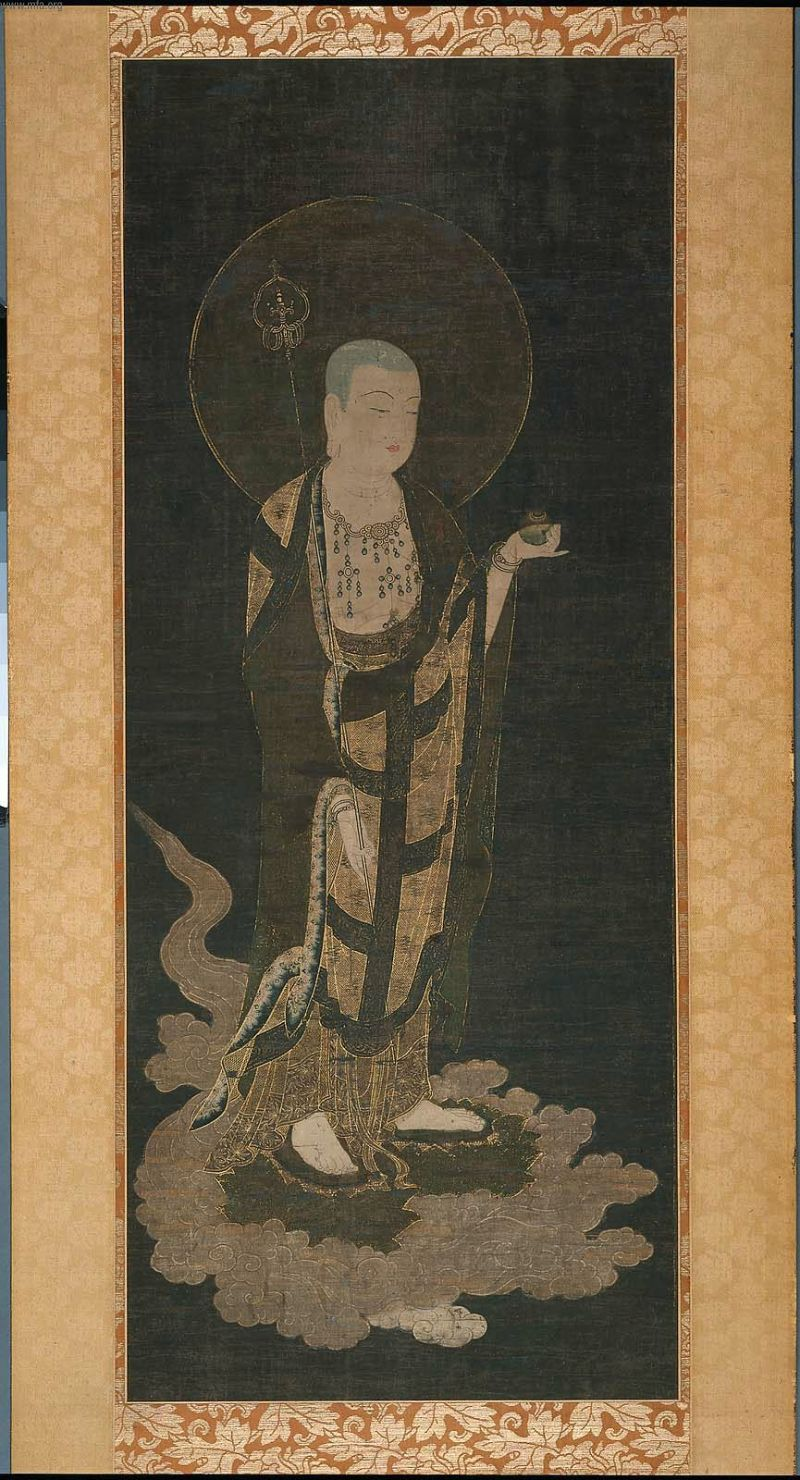
地蔵菩薩、14世紀

十禅師の本地仏は諸説あるが、地蔵菩薩とする説が最も有力である。『燿天記』の「山王事」では地蔵・弥勒二菩薩の垂迩とあるが、中世近世を通じて地蔵の垂迩とする考えが主流であった。明治の神仏分離の際の日吉社の仏教文物の破壊の記録である「日吉社焼捨御道具並社司江持運品々覚」によると、十禅師社には本地仏の地蔵尊一体の他に地蔵尊一体が安置されていた（二体であった意味は不明）。
和歌森太郎は「十禅師は童子といわれ、この童子には沙弥のことをいうような特殊な用例もあるけれども、一般的には子供のことである。すなわち子供の神について、その本地が地蔵に求められる傾きがあったことがしられる」と述べている。『山家要略記』の日吉社の開闢伝説では、童形で出現した十禅師が「我是天地経緯ノ霊童」と名乗ったといい、十禅師は「天地経緯ノ霊童」であるがゆえに、地にあっては地蔵であるとされ、これが地蔵を本地とする根拠として受け継がれた。
他、弥勒菩薩、如意輪観音菩薩、千手千眼観世音菩薩など諸説ある。

## 同体

### 荒神安鎮の神であり荒神
十禅師は、乾（西北）の方向にあり、東南の荒神を監視し安鎮する神であり、すなわち宇賀神とされた。
中世比叡山で秘事・口伝の記録を担った記家の正嫡で、天台宗の僧恵尋（えじん、?-1289年）の戒律復興運動に協賛した鎌倉後期の義源は、十禅師は善人には恵みを垂れるが、悪人には麁乱神（荒神、障擬神、祟り神）と化現し災難を下すという口伝を残しており、十禅師は荒神であるともされた。利生（恵み）と障礙（災難、罰）という十禅師（宇賀神）の両価的機能が、「荒神安鎮」の霊格と「荒神」として対立的に形象化されている。悪人に怒る神という面は、閻魔王との一体化にも見られる。
憑依によって発現する十禅師の神威は、荒神の性質と通じている。中世の日吉社の中で特に十禅師は、「『クルイ』と呼ばれた神顕現に最も強く彩られたシャーマニックナなトポス」であり、「現世に垂迹して賞罰権を行使する怒る神」として、憑依・託宣によって、中世日吉社における神の存在を最もリアルに体現していた。

### 宇賀神・胞衣神

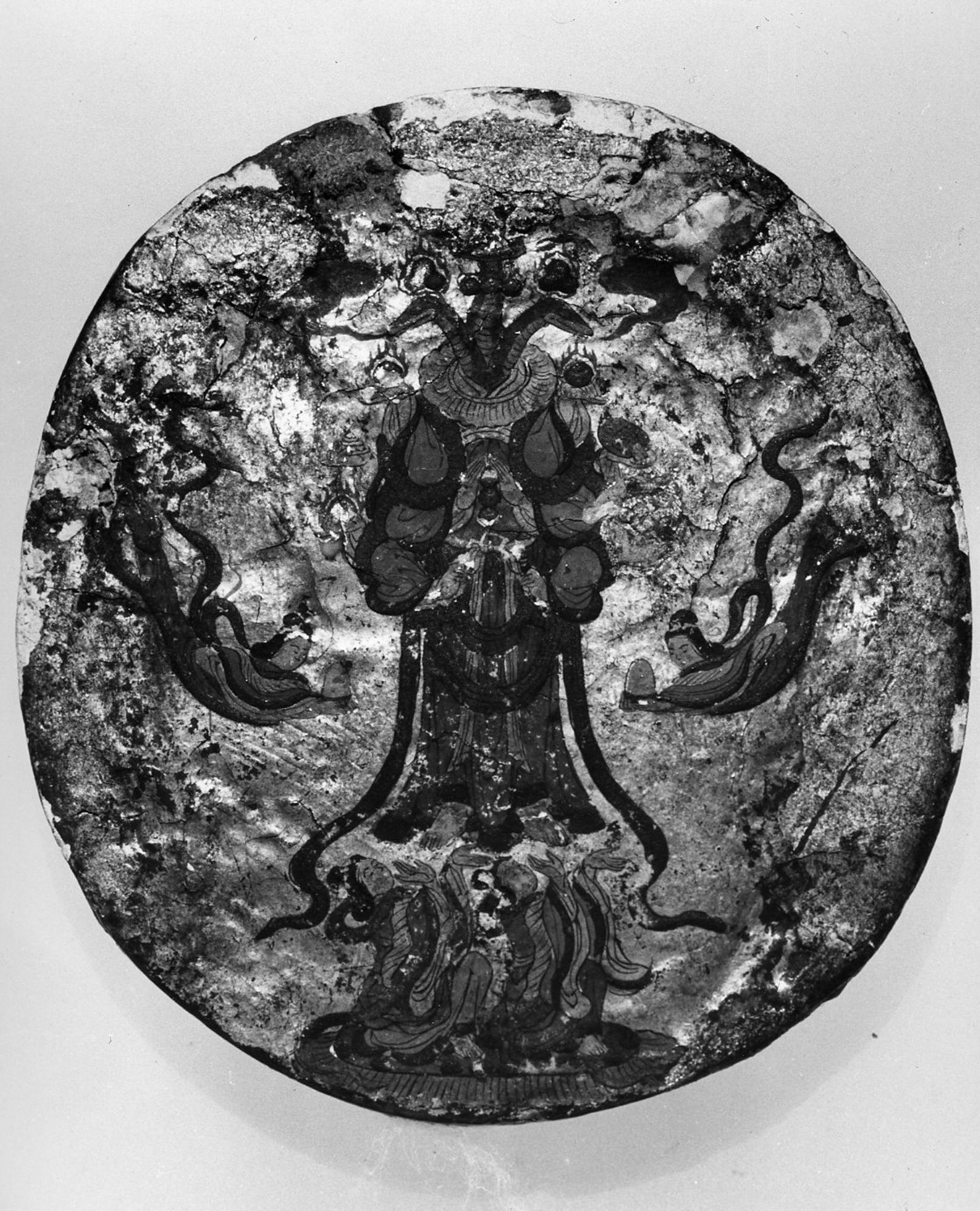
宇賀神（中央）と弁財天

山本ひろ子によると、十禅師は宇賀神とされ、この説では宇賀神は胞衣神とみなされ、衆生の受胎から命の終焉までを庇護下に置く胞衣福寿神と言われた。この説は胞衣神を荒神とする信仰が介在して生じたものと考えられ、荒神の愛護の尊としての側面、庇護・生育の力に注目したものとなっている。
山本ひろ子は、山王の神々の中で十禅師が宇賀神と習合したのは、宇賀神が「宇」が「天」で虚空蔵、「賀」が「地」で地蔵の徳が配され、「天地相寄テ徳ヲ顕ス」「福徳ノ尊」とされ、その働きが重なり合ったためだろうと述べている。

### 閻魔王

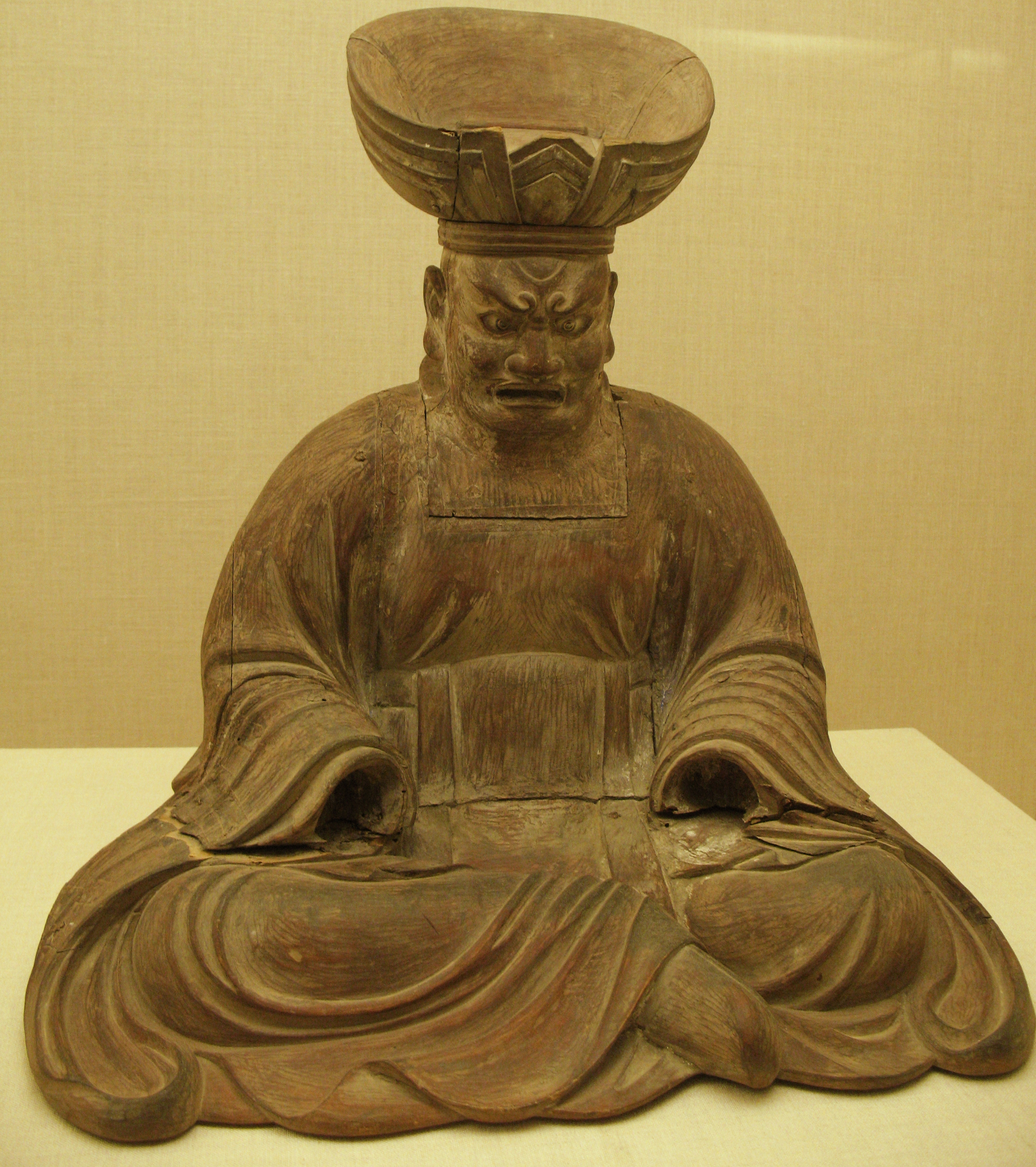
閻魔王像、室町時代

平安末期には、地獄の教説の伝播と相まって、地蔵菩薩が地獄行きの衆生を冥途より救うという地蔵信仰が広まった。天台僧による山王神道では、地蔵菩薩は地獄の閻魔王にも垂迹するといわれるため、十禅師と閻魔王は共に地蔵菩薩の垂迹として同体関係にあるとした。中世に広まった地蔵本地説をベースに十禅師に閻魔王を取り込んでおり、これは鎌倉後期の恵尋にまで遡ることができる。悪行に怒り、悪人を裁き、罰する神である閻魔王と一体化した十禅師は、仏法の価値基準に従って、衆生の造悪に怒る神である。舩田淳一は、山王神道における十禅師・閻魔王同体説は、本覚思想における悪の軽視という問題を補正するため取り入れられたと分析し、山王神道において十禅師が非常に重要な存在であることを指摘している。

### 聖徳太子

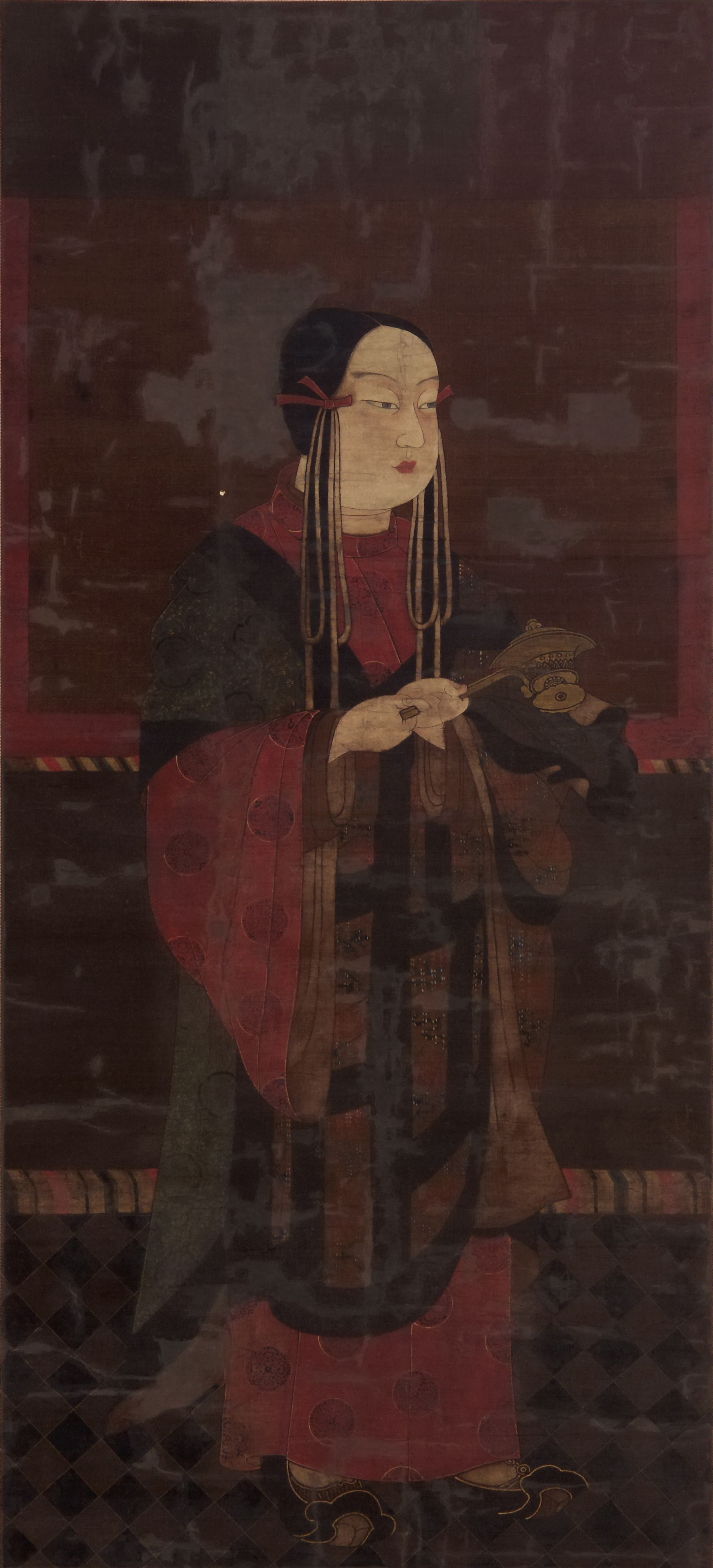
聖徳太子像、1868年以前

十禅師の図像のうち、特に童子形は聖徳太子信仰の聖徳太子の童子形に似ており、そのため同体視された。十禅師同様、聖徳太子も童形で表わされることが少なくなかった。
当時の聖徳太子信仰において、太子は観音菩薩の化身であり仮の俗人の身であったとみなされ、王法と仏法との合一の具体化と理解されていた。太子が妻と同じ墓穴に葬るよう言い残し枕を並べて死んだことが当時広く知られており、山本一は、太子と妃の関係は世俗的な異性愛とは異質のものと理解されていた可能性が高く、太子が子孫を作ることを拒否したという伝承もあり、「太子と妃の婚姻は、一切の現世的執着と結びつかないが故に、仏教の側から見て特権的に『許された』関係であった」と述べている。阿部泰郎は慈円における太子信仰と十禅師信仰の融合、十禅師と稚児との重なりについて論じており、山本一は加えて、聖徳太子と妻の「許された性」が媒介になり、童形の聖徳太子と稚児（当時の僧にとって稚児愛は「許された性」であった）が重なりつつ性的な無罪性の象徴となっていると評している。

### 北斗七星
山王神道では、山王七社が北斗七星に比擬され、七社と七星は同体であるという山王・北斗同体説が唱えられ、これが山王七社体制の教学的裏付けとなっていた。これは北斗七星信仰（属星信仰）を山王七社に付会したものであり、陰陽道や仏教の宿曜道では、人は生まれた年によって北斗七星のうちの一つの星が本命星（属星）となり（ほかに元神星を定めるものもある）その人の寿命や吉凶禍福を支配するとされ、本命星・元神星を供養し祈念する儀式（修法）が行われた。北斗七星信仰は道教的な信仰と言える。
佐藤眞人は、鎌倉時代中期の建長年間（1249年-）に山王七社に北斗同体説が充てられ山王教学が確立したと述べ、山王・北斗同体説は天台密教系の星宿法に関わって形成されたもので、中世に流行していた本命思想に基づく北斗信仰や冥府信仰に対応して、本命思想を山王信仰に組み込んだものと評している。山王（十禅師）は衆生本命霊神とされ、延いては麁乱神、荒神、宇賀神、胞衣神（胞衣福寿神）と説かれており、佐藤眞人は、これらの神はすべて本命星の変作であり、この説は「広くは北斗の本命星信仰に基づく所説」と言えると述べている。
「絹本著色日吉山王十禅師曼荼羅図」（東京都・真如苑蔵）では、上部に八王子山と北斗七星が描かれている。

## 猿・猿田彦との関係
日吉の猿の伝承・教説では、山王の猿はもと霊鷲山の鎮守で山王神の使者ともされ、「白猿」として聖別されている。これは「手白の猿」と呼ばれ、鎌倉時代の天台僧俊範（しゅんぱん）は、辞世の句で、死後「手白の猿」となって十禅師の社頭で猿のために説法しようと誓ったという（『渓嵐拾葉集』）。ここでは「手白の猿」は十禅師と結びついており、『諸国一見聖物語』や『山門聖之記』にも十禅師と日吉の猿の結びつきが見られる。

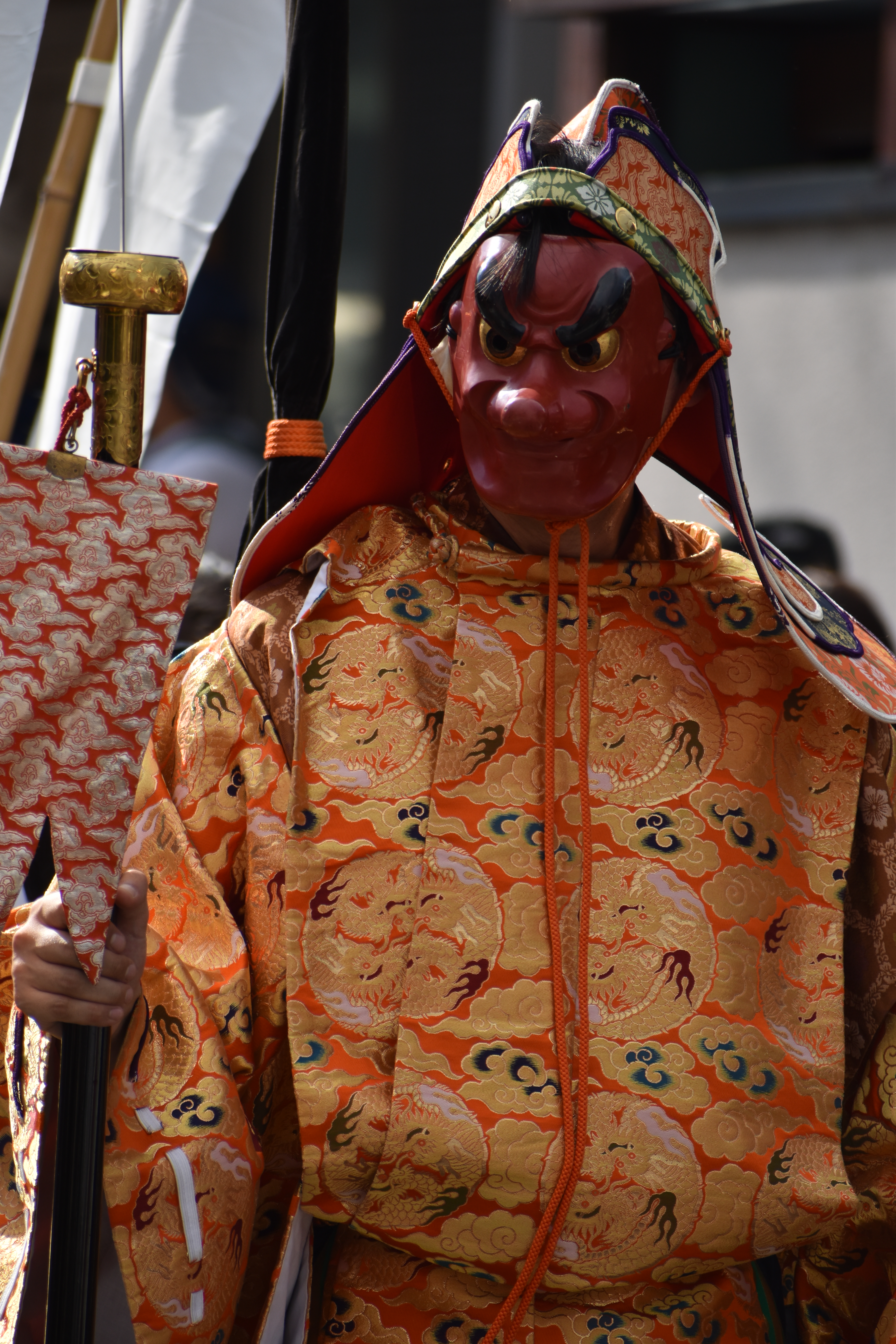
猿田彦。鎌倉・御霊神社の面掛行列

『厳神鈔』では、猿田彦は大行事権現（大行事社）に比定され、十禅師を守護して天孫降臨を先導する神とされている。ここで猿田彦は、赤い面と長い鼻を持ち、鉾で邪鬼を退け、諸道の印を結び道を鎮めると具体的に記述されているが、これは『日本書紀』にはまったく見られない。
日吉社の神使が猿であることはよく知られていた。中七社の大行事は猿と深い関係があり、『日吉山王権現地新記』、チェスター・ピーティー本「十二類歌合巻」（15世紀前半以前）からは、山王神の従者が猿であり、猿と大行事が同一視されていたこと、大行事が衣冠を着た猿の姿で認識されていたことが分かる。網野暁は、大行事は山王神の神使であるが、日吉の猿と習合した神であり、神使の範疇に留まるものではないとしている。

## 叡山僧の信仰
澄憲作とされる『言問泉集』では、十禅師は知識の乏しい凡愚を救う神であり、本地が地蔵であることからその慈悲が特に優れていると説き、「『破戒無懺』の者にも十禅師の救いの手は伸ばされる」「日域の明神三千余座を尋ぬれば、其の内専ら信じ敬するは即ち十禅師なり。」とその神徳を讃えており、叡山僧が深く信仰していた様子が見られる。曽根原理は澄憲の十禅師論について、「三聖が国家鎮護に重点を置くのに対し、十禅師は個人の卑近な願いに対応するようにも見える。」と評している。
また慈円は、戦乱の世に多くの「怨霊」を鎮めることが世の安定のために必要であり、「上皇護持」の僧としての務めであると思い定め、釈迦と山王をその支えとなる仏神とみなし、さらに「一仏一切仏の悟り」を得て「有縁の仏神」である十禅師を選択し、「一向に吾が十禅師を念じ奉るべし」の境地に至ったともいわれる。

### 中世比叡山の戒律思想への影響
中世比叡山の律僧たちは、天台宗・山王神道（神祇信仰）の戒律思想に神祇信仰（神道）、特に十禅師を大きく取り込んでいるが、十禅師の悪人を祟り善人に利益を与える賞罰機能で戒体（戒・円頓戒の本質、「悪を止め、善を修する力の根源」）の教説を補強したものとなっている。
舩田淳一は、十禅師を重視した戒家の信仰の背景として、衆生を含む一切万象（現象世界）の生成原理を真如（仏性）とみる本覚思想では、真如は絶対的な善であるため、悪は相対的な仮象となり悪の問題はアポリアとならざるを得ず、悪が直視されず軽んじられるという難点があったことを指摘している。鎌倉後期の比叡山は、本覚思想で蛮行を正当化した僧兵の増長で伝統的秩序が崩壊しつつあった。秩序を回復しようと、戒律復興運動（円頓戒）を担い「戒家」を名乗った恵尋は、十禅師に戒体を見出していた。天台僧の光宗の言説は十禅師中心主義的で、十禅師を日本の神々の総体と位置付けており、中世の比叡山の僧たちの神祇信仰において、山王の神々の中でも十禅師は特別な意義を持つ存在とみなされていた。
不可測に祟る古代の神とは異なり、中世の神は仏法の価値基準によって悪人を祟り善人に利益を与えると信じられており、現世の人々の行為を監督し厳格に罰するのは、超越的・非人間的な浄土の仏ではなく、人々が可視的・感情的にリアルに感じられる「怒る神」であると考えられていた。祟る神であり閻魔王と同体とされた十禅師は、この「怒る神」の性質を持っていた。戒体＝十禅師とみなされ、戒体を心・心臓に発得するという秘伝を鑑みると、戒灌頂は、受戒儀礼により戒体を身体的に得るだけでなく、僧と十禅師との神人合一といえる。

## 平家物語
『平家物語』には、十禅師の霊験を示すエピソードが複数ある。日吉社の下殿に言及されており、1095年に山王神の神罰で病床にあった関白藤原師通の回復を祈る母源麗子が日吉社に参籠し、七日目の夜に童子に神（『平家物語』は異本が多く、十禅師と八王子の二種類があり、延慶本を除く増補系の四本では十禅師とされている）が憑依し、もし願いが叶えば（十禅師もしくは八王子の）下殿に籠もり、宮籠（山王の下層の宗教者）、諸々の「片輪」の人々に混じり神に仕えるという母の秘められた決意を明らかにする。
『平家物語』の当道系諸本や『源平盛衰記』では、白山事件の報復で流罪となった元天台座主の明雲を奪還しようと、民が十禅師社に集結し奪還の成否を祈念すると、童子（『源平盛衰記』では老女）に十禅師が憑依し託宣する。
平家一門の中で治承・寿永の乱の後までも生き長ら得た人物に、平清盛の甥で天台僧の忠快がいるが、『源平盛衰記』や『山王絵詞』には、忠快が配流先で斬首されるところを、十禅師（地蔵）が源頼朝の夢に現れて助命を嘆願したことで命を救われたという説話が納められており、十禅師の霊験と共に、源頼朝の信仰心と寛容さが示されている。

## 御輿振り（強訴）
佐藤眞人によると、十禅師の神輿は天仁2年（1109年）に作られた可能性が高い。日吉社の御輿振り（強訴）では、まず十禅師・八王子・客人の3基の神輿が根本中堂まで動座し、時間をおいて上七社の残りの社の神輿が動くのが通例であったが、最初の3基の時点で衆徒の要求が叶えられることが多く、京都への御輿振りも時として3基で行われていたことが知られる。
『源平盛衰記』（『平家物語』の異本のひとつ）では、美濃国守源義綱が自国で悪行を働いた比叡山山門の悪僧（国司が朝廷に訴えているため、荘園管理の延長で近隣公領へ非道な侵害を始めたと考えられる）を朝廷に訴え宣旨に基づいて追討し、その際に悪僧の一部が死亡したことに対し、大衆たちが一方的に源義綱に罪があると断じ流罪を求めた強訴で、十禅師の神輿が矢を射られ複数の死傷者が出たとされているが、『顕広王記』、三条実房『愚昧記』でも（若干情報に混乱が見られるが）射られたのは十禅師の神輿とされており、これは実際の出来事と考えられる。

## 十禅師信仰の諸集団
十禅師信仰には、十禅師社を拠点とし、憑依・託宣を行う「廊御子」や「寄気殿」と呼ばれる男女の巫者集団があった。『廊御子記』では、十禅師が慈円の元に通いできた子が廊御子の始祖であるとされ、これは慈円の十禅師信仰に根差している。
十禅師は早くから山門僧侶らに厚く信仰され、中世では二宮と共に「樹下僧」と呼ばれる堂衆階層の社僧が管理し、祭祀を担っていた。舩田淳一は、彼らは「死霊管理をも担った法師巫」と推察している。『耀天記』や『護因社縁起』には、神霊と交信する霊能を持つ護因という樹下僧がおり、死後は激しい祟りで人々を悩ます荒人神になったという説話が納められており（護因を祀る護因社は樹下僧が管轄していた）、名波弘彰は、樹下僧には「託宣神的性格」と「霊異著しい死霊的性格」があったと評している。
東の山王のエリアには床下祭祀を行う「宮籠」らもおり、彼らは「乞食非人」と卑賤視されていた。

## 江戸時代の社司による神像焼却事件
天台僧天海は徳川幕府を開いた徳川家康の信頼を得ており、天台宗は延暦寺から天海のいる関東の川越喜多院に支配権を奪われ、日吉社も財政の乏しさに苦しみ不満を募らせれていった。17世紀後半には日吉社は、祭事権だけでなく管理権を延暦寺側に奪われつつあり、また徳川家康を東照大権現として祀る天海の山王一実神道に反感を抱いていた。日吉社社司らは、神仏習合ではあるが山王神道より純神道的寄りだった吉田神道に傾倒し、貞亨元年（1684年）に樹下成䂓（成康）・生源寺行連ら数名の社司が共謀して、山王七社からご神体である神像を盗み出して焼き捨て、「神像のようなものは始めからなかった」と主張し、日吉社からの僧の排除を主張した。
しかし、幕府の調べで社司らの謀が露呈し、連座した社司ら7名は流罪または国外追放、徒党も処罰され、7軒あった社家は4軒に整理、社家はまつりを奉仕する以外のすべての権限を失った。この事件から、日吉社は江戸幕府旗下の天台宗による支配・延暦寺への反感・不満を強めていったと思われる。

## 明治の社号変更と根拠なき神の入れ換え
17世紀後半には日吉社は祭事権だけでなく管理権を延暦寺側に奪われつつあり、これに対して日吉社社司らは、神仏習合ではあるが山王神道より純神道的寄りだった吉田神道を取り入れ、1681年に神仏習合を廃止しようとしたが失敗。連座した祝部氏の生源寺家・樹下家の7名は流罪または国外追放、生源寺家・樹下家は2家ずつに整理され、社家側はまつりを奉仕する以外のすべての権限を延暦寺に奪われ、深い反感を募らせていった。この社司による日吉社神像焼却事件は、明治期の日吉社における激しい廃仏毀釈の源となったと考えられている。
明治政府の宗教政策は、樹下茂国、平田銕胤、矢野玄道、大国隆正・六人部是香ら復古神道系の神道家たちの影響下にあったが、この復古神道とは本居宣長の没後に門人の平田篤胤が大成した神道説で、儒教と仏教への激しい批判、習合神道（神仏習合）の否定を特徴とし、儒教・仏教が伝来する以前の神道への回帰を実現しようとするものであった。彼ら平田派神道家は、政府の宗教政策を通じ、神仏分離と神道国教化を目指しており、明治政府は、自らを正当化する万世一系という近代国家の神話を全国の神社に背負わせるために神仏判然令（神仏分離令、1868年）を発令した。
これを受けて日本中で破壊的で激しい廃仏毀釈の運動が起きたが、その破壊の契機は、樹下茂国率いる、祝部の生源寺希嶼、生源寺業親、樹下成言ら40名の神職で構成された「神威隊」と、彼らに付き従った坂本村の村民数十名による日吉社での破壊行為である。樹下茂国は復古神道の過激な推進者であり、延暦寺によって管理されていた日吉社の社司で、明治政府の神祇事務局の権判事だった。当時の延暦寺の寺僧と日吉社の社僧の関係は良いものではなく、神仏判然令に社僧らが利権を得た形になって暴走し、彼らは仏像・仏器・仏具・経典といった日吉社に飾られていた宝物を破壊し焼き払い、その数は数千点に上るといわれ、十禅師社含めた日吉社の七社すべてが彼らの暴力の被害にあった。樹下茂国は自ら主導して作った神仏判然令を盾に破壊行為を行ったが、布告にあった神社からの仏教的なものの排除を超え、あまりに行き過ぎていたため、明治政府から権威をかさに着て私憤を晴らさないよう注意を受け、一時政府により監禁された。
彼らの破壊行為により日吉社は延暦寺の支配下から外れ、神仏判然令が出された年に、仏教色を排した近代的な山王祭が初めて行われたが、七社に奉仕していた僧（社僧）身分の宮仕・下級僧侶は皆還俗して参加しており、延暦寺の僧侶の参加は許されなかった。
樹下茂国たちはさらに仏教の排除を進め、七社のうち、彼らが仏教的と感じたであろう十禅師、聖真子、八王子の社号を改称。十禅師は樹下宮に改名され、樹下茂国はその理由を「古記を案ずるに、玉依姫令槻樹下に降神と為る云々」と述べているが、この「古記」がなんであるかは全く不明である。樹下宮の祭神は十禅師から変更され玉依姫（鴨玉依姫）の和魂とされ、八王子山上の三宮の祭神は惶根（カシコネノミコト）から変更され玉依姫の荒魂とされたが、信頼できる根拠は示されていない。本居宣長が大山咋（二宮）の妃と解釈した玉依姫は、明治維新で日吉社の祭神となったのである。十禅師の名は仏教の禅を連想させ、教義的、儀式的、図像的に仏教の中に位置づけられていたため、神仏分離で十禅師は抹殺された。オリ・ポラトは、熱狂的な復古神道家たちが、十禅師の性的な側面、慣習を超越する性格のために、その痕跡を消し去ろうとした可能性も非常に高く、いずれにせよ十禅師の追放は国家主義的な動機から生じたと述べている。こうして十禅師は、非常に高かったその地位を剥奪され、玉依姫に取って代わられた。近代の日吉大社の風景の中に十禅師の痕跡はほぼ存在しない。
樹下茂国は、二宮（東本宮に改称）の祭神を大山咋の和魂、八王子（牛尾宮に改称）の祭神を大山咋の荒魂としており、歴史学者のジョン・ブリーンは、大山咋が影向されてきたと思われることだけでなく、本居宣長の荒魂・和魂論と大山咋と玉依姫が夫婦であるという主張の影響があり、現在の祭神について、大山咋と玉依姫の婚姻と御子神である賀茂別雷命の誕生という近代山王祭の物語に合わせたものとみている。現在の山王七社の祭神は樹下茂国が考案したもので、明治2年始めに大津県に提出した「祭神および勧請年記云々」という文書が初出である。八王子、三宮、二宮、十禅師の四社の相互関係については、本居宣長は全く言及していおらず、ブリーンは樹下茂国のイマジネーションの産物とみている。樹下宮は日吉社の地主神である東本宮（二宮）を中核とする東本宮グループであるが、玉依姫は当地の地主神ではない。
樹下茂国が祭神とした大山咋を始めとする神々の記述はすべて『日吉社禰宜口伝抄』を根拠とし、この史料は織田信長の延暦寺焼き討ちを逃げ延び日吉社再興の立役者となった生源寺行丸（祝部行丸）が11世紀の囗伝を16世紀に文書化したものと信じられてきたが、北九州市立大学の佐藤眞人の綿密な研究（1989年）により、樹下茂国と思われる人物が明治2年に作った偽造史料である可能性が極めて高いことがわかっている。ブリーンは、樹下茂国が主張する祭神の入れ換えの根拠は大山咋の『古事記』登場以外薄弱もしくは皆無であると指摘し、「この 『日吉社禰宜口伝抄』 という偽造は、大成功を納めたと見なければならないだろう。」と評している 、佐藤眞人の研究以前は、神職も研究者も皆これを中世以前の本物の史料と信じており、明治期以降、日吉社の祭神が大山咋や妃の玉依姫だと主張する際の根拠とされてきた。
ジョン・ブリーンは、「いずれにしても現在日吉大社で祭っているのが（樹下茂国が考案した）この神々で、そしてこの神々が明治維新とともに『創出された』と断言できそうである。」と述べている。ブリーンは、「祭神および勧請年記云々」は樹下茂国の捏造に見えるが、彼が日吉社の元来の姿と元来の祭神に戻そうと、その正体を探った結果とも理解できると述べている。またブリーンは、樹下宮は神座の真下に霊泉（井戸）があるため、樹下茂国は鴨川で矢を拾った玉依姫に水つながりで適当な神座と思ったのかもしれない、と推測している。
オリ・ポラトは、十禅師が消されたことで、中世の山王神道がその教義をどのように発展させたかを示す証拠も多くが失われており、十禅師を忘却することは、中世日本の神々の流動性を見落としてしまう危険性があると警鐘を鳴らしている。